# Rhônexpress

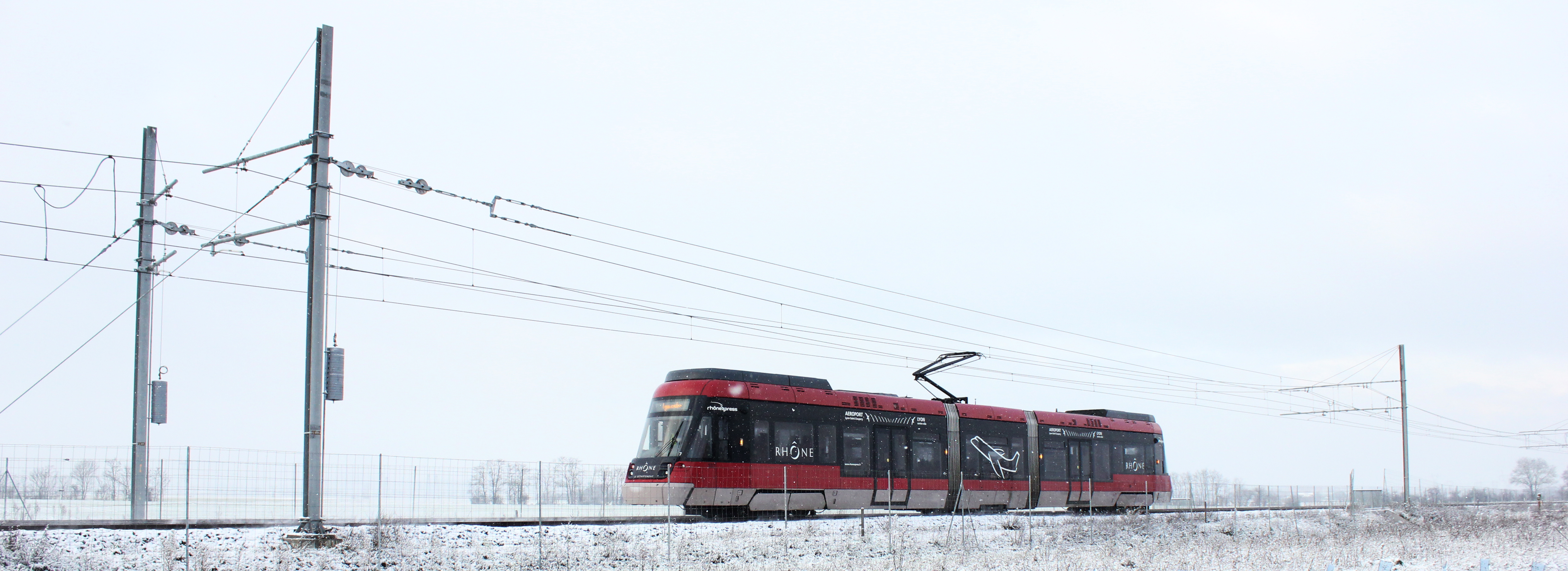
Rame Rhônexpress en direction de Lyon Part-Dieu.

Rhônexpress (appelée au début du projet Liaison ExpresS LYon Saint-Exupéry - LESLYS) est une « liaison rail-aéroport », exploitée en mode tramway express, entre le quartier de la Part-Dieu à Lyon et l'aéroport international de Lyon-Saint-Exupéry ainsi que la gare TGV du même nom.
La liaison Rhônexpress a été mise en service le 9 août 2010. La trop forte rentabilité de la concession amène la Métropole de Lyon à la résiliation anticipée du contrat en 2020.

## Historique

### Genèse du projet
Cette section ne s'appuie pas, ou pas assez, sur des sources secondaires ou tertiaires indépendantes du sujet. Le texte peut contenir des analyses inexactes ou inédites de sources primaires.
Pour l'améliorer, ajoutez-en, ou placez des modèles {{Source secondaire souhaitée}} ou {{Source secondaire nécessaire}} sur les passages mal sourcés. (février 2025)
L'aéroport de Lyon-Saint-Exupéry, situé à 25 km à l'est de Lyon, a été inauguré en 1975. Disposant dès l'origine d'une excellente accessibilité autoroutière, sa desserte en transports en commun a été très insuffisante pendant de longues décennies, malgré la présence à proximité d'une ancienne voie ferrée sous-employée puis désaffectée, celle du chemin de fer de l'Est de Lyon.
Afin d'y remédier, la liaison en transports en commun entre l'aéroport et le centre de Lyon a fait l'objet d'une trentaine d'études portant sur une vingtaine de projets différents, menées par la Région, le Conseil Général du Rhône, la SNCF ou la SEMALY.
Ces études ont fait l'objet de trois rapports de synthèse en 1989 et 1994 (Région) et en 1995 (SNCF).
Un bilan de celles-ci a été présenté aux élus régionaux en septembre 2000, d'où il ressortait la difficulté de comparer ces projets, notamment parce qu'ils prévoyaient l'emploi de technologies très variées (train, tramway, métro léger, méga-bus guidé, TCSP, auto-câble…)
Ils parcouraient également quatre types de tracés entre la gare de la Part-Dieu et l'aéroport :
- par le nord, sur la ligne de Lyon à Genève, avec raccordement à la ligne TGV desservant l'aéroport,
- par le chemin de fer de l'Est de Lyon,
- par la ligne Lyon - Grenoble, avec raccordement à la ligne TGV desservant l'aéroport,
- par divers tracés intermédiaires situés entre le Chemin de fer de l'Est de Lyon et la ligne Lyon - Grenoble.

Une analyse commanditée par la Région Rhône-Alpes en 1994 spécifiait que la liaison rail - aéroport devait avoir les caractéristiques suivantes :
- garantir l'heure d'arrivée,
- temps de parcours inférieur à 30 minutes,
- capacité adaptée,
- jonction avec les nœuds du réseau urbain,
- passage par les principaux pôles générateurs de l'agglomération,
- branchement sur une ou des lignes régionales,
- coordination des horaires avec ceux des trains régionaux,
- dépose au plus près des comptoirs d'enregistrement.

Ces conditions n'étaient toutefois pas satisfaites par la plupart des projets.

### Réalisation du projet

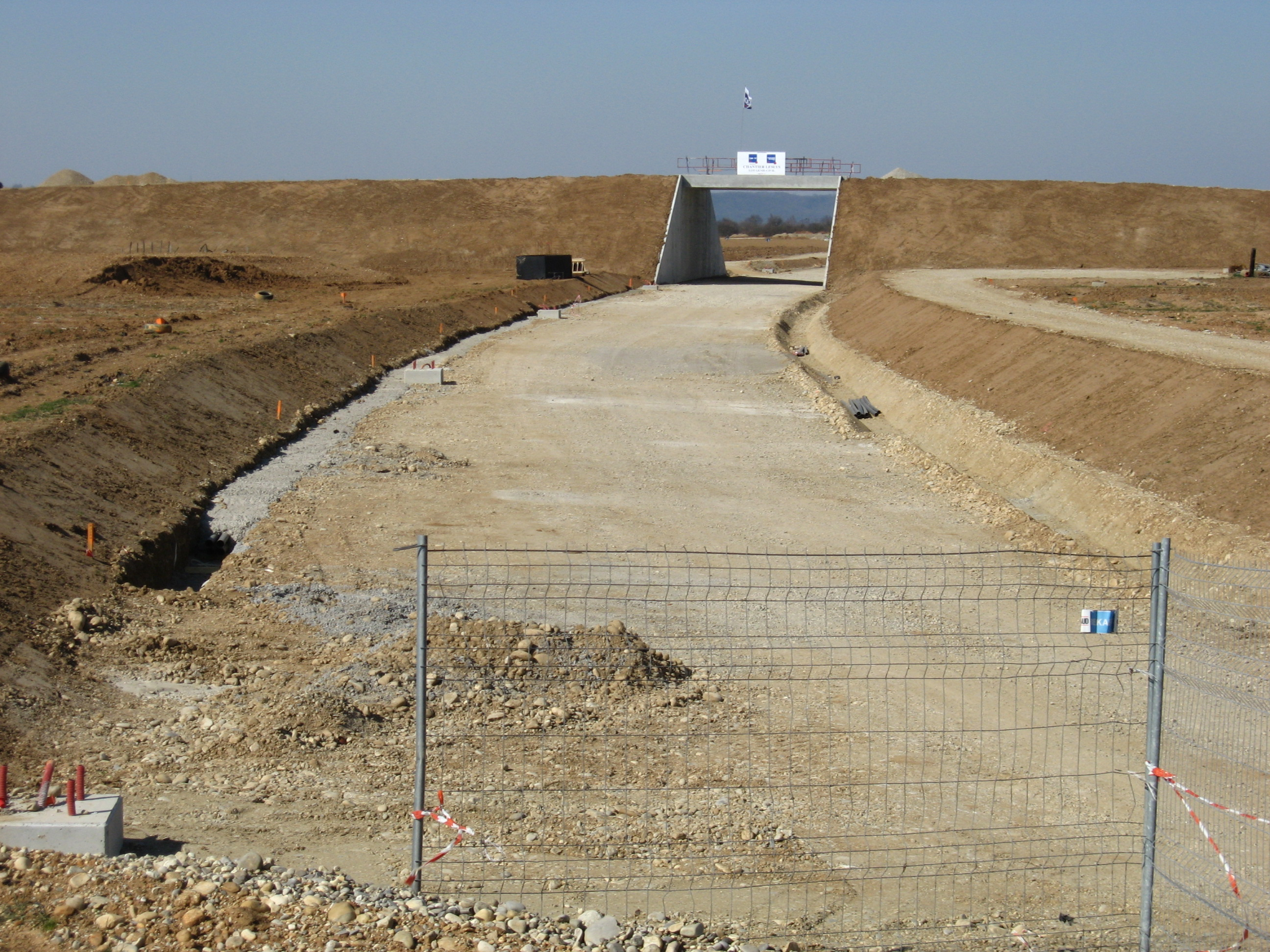
Terrassements généraux de la ligne et construction d'un pont supportant la RD 302 : la partie de la ligne propre à Rhônexpress ne comporte aucun passage à niveau.

En février 2001, le Conseil général du Rhône et le SYTRAL décident conjointement la création d'un tramway double, LEA, devenu T3, et LESLYS, devenu Rhônexpress, entre Lyon-Part-Dieu, Meyzieu Z.I. et l’aéroport Lyon-Saint-Exupéry.
Les statuts du SYTRAL du 31 août 2017 spécifient que « La Métropole de Lyon prend en charge financièrement l’intégralité des dépenses dues au titre de la liaison ferrée express entre Lyon et l’aéroport Lyon Saint-Exupéry, sur la base des comptes et de la charge nette qui en résulte, au moment du transfert de la compétence par la Métropole de Lyon au SYTRAL. Cette prise en charge financière fait l’objet d’une convention spécifique entre la Métropole de Lyon et le SYTRAL. Une rencontre annuelle est organisée pour dresser le bilan financier de la desserte et déterminer les modalités de financement. »
Ainsi, la Métropole de Lyon accorde l’attribution, pour l’exercice 2020, d’une contribution financière au SYTRAL d’un montant de 5 446 830 €. Ce montant ne prend pas en compte l’ensemble des conséquences financières, tant immédiates qu’à plus long terme pour le SYTRAL de la résiliation du contrat de concession avec la société Rhônexpress, décidée le 21 février 2020.

#### La concession
Le conseil général du Rhône a concédé le 8 janvier 2007 cette ligne pour 30 ans à Rhônexpress, un consortium qui inclut :
- Vinci (28,2 %, mandataire) ;
- Transdev (28,2 %) ;
- Vossloh Infrastructure Service (4,2 %) ;
- Cegelec Centre Est (2,8 %) ;
- la Caisse des dépôts et consignations[6] (36,6 %).

Cette concession prévoyait notamment :
- la possibilité d’intervention financière du département pour la seule construction initiale de l’infrastructure ;
- et la prise en charge, par le concessionnaire, de la totalité du risque lié à l’exploitation ;

et organise notamment :
- la construction de l'infrastructure ;
- l'entretien et la maintenance de la ligne ;
- la construction d'un centre de maintenance ;
- La fourniture de matériel roulant Tango, du constructeur suisse Stadler ;
- L’exploitation du service tous les jours de l'année, avec un temps de parcours de 25 minutes comprenant l'arrêt aux deux stations intermédiaires et un cadencement au quart d'heure ;
- le versement par le Département d'une subvention d'investissement de 31,5 millions d'euros (aux conditions économiques de 2007), et le versement de subventions annuelles de 3,5 millions d'euros (indexés de 2 % l'an) pendant la durée de la concession, versée à partir de la mise en service de la ligne[5]. Toutefois, si le trafic était supérieur aux prévisions, des clauses de répartition des recettes supplémentaires sont inscrites dans la convention[7] ;
- le Département s'engage par ailleurs, pendant toute la durée de la concession, à ne pas organiser ni encourager un service de transport collectif directement concurrent de Rhônexpress.

La Société concessionnaire est dirigée depuis septembre 2014 par Yves Périllat (Président) et Julien Bert (Directeur). Ce dernier a succédé à Cédric Fechter.[réf. nécessaire]
Le 1er janvier 2015, le SYTRAL se substitue au conseil général du Rhône en tant qu'autorité concédante de la ligne,.
Au terme de la concession, la collectivité qui a financé 85 % des 120 millions d'euros d'investissement, le SYTRAL ne deviendra propriétaire de l'infrastructure et des rames de la ligne qu'en 2038,.
Dès 2007, la Chambre régionale des comptes émet un avis défavorable à ce montage financier : « Si le délégataire prend en compte le risque d’exploitation du service, il ne supporte aucune charge d’investissement, la durée du contrat fixée à trente ans n’est pas justifiée par les prestations demandées au délégataire ». En effet, il apparaît que le montage financier présenté officiellement est mensonger[réf. nécessaire]. La part d'investissement du consortium est remboursé par le délégataire pendant les 30 ans de la concession, à hauteur de 3,5 millions d'euros par an, majorés chaque année de 2%.

#### Financement du projet
Le coût de Rhônexpress a été de 120 millions d'euros, dont 65 millions pour l'infrastructure. Transdev (ex Veolia Transport) assure l’exploitation du service ferroviaire de l’ensemble de la liaison et la maintenance pendant la durée de la concession. La rémunération de la société concessionnaire sera basée sur les recettes commerciales.
Il est financé par le consortium, ainsi que par les deux subventions départementales prévues à la concession, l'une de 40 millions, comprenant une participation de 10 millions d'euros remboursé par un organisme de l'État, l'AFITF, au Département,, et l'autre, annuelle, de 3,25 millions sur vingt-huit ans.
Le consortium, quant à lui, a emprunté 62 millions d'euros de prêts à taux fixe apportés par un pool bancaire piloté par Calyon
Cette somme lui est en fait remboursé avec intérêt tout au long du contrat de concession.

#### Le tracé de la ligne à Pusignan

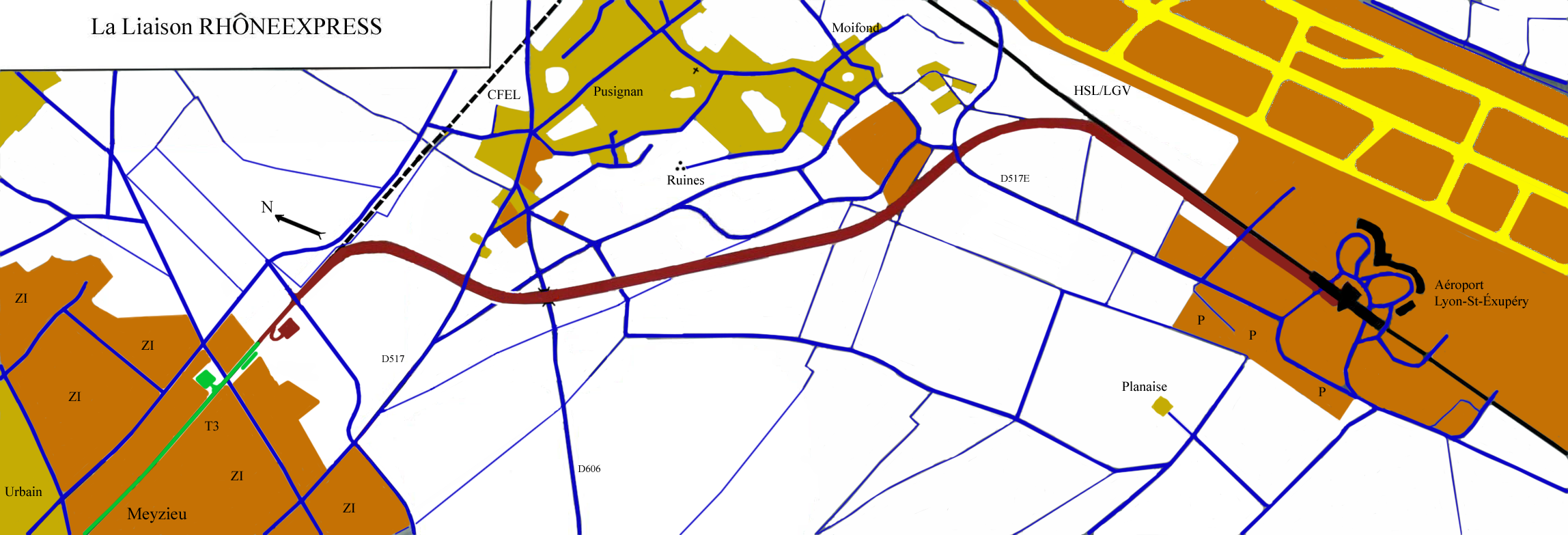
Tracé du projet dans le secteur de Pusignan et de l'aéroport.

Lors de l'enquête publique préalable à la déclaration d'utilité publique de la ligne, le commissaire enquêteur, ainsi que le conseil municipal de Pusignan, ont émis un avis défavorable sur le tracé de la ligne envisagé à Pusignan, qui s'écartait de la ligne du CFEL dès l'entrée du bourg au lieu de le contourner par le nord et de s'écarter de l'ancienne ligne au niveau de son croisement avec la ligne TGV, permettant ainsi la création d'une station pour desservir la commune, voire le prolongement de T3 vers le nord du département de l'Isère. Néanmoins, le Conseil général a maintenu son choix de contourner par le sud le bourg de Pusignan, pour des raisons foncières, économiques mais également techniques (détour important, urbanisation dense et problématique de Pusignan, nécessité d'implanter des passages à niveau, temps de parcours supérieur…). C'est finalement le tracé mis à l'enquête qui a été réalisé.

#### Calendrier du projet
Cette section ne s'appuie pas, ou pas assez, sur des sources secondaires ou tertiaires indépendantes du sujet. Le texte peut contenir des analyses inexactes ou inédites de sources primaires.
Pour l'améliorer, ajoutez-en, ou placez des modèles {{Source secondaire souhaitée}} ou {{Source secondaire nécessaire}} sur les passages mal sourcés. (février 2025)
Les études préalables ont eu lieu de 1989 à 1995. La décision initiale de création de la ligne a été prise conjointement par le Conseil général en février 2001.
La concession a été accordée par le Département le 8 janvier 2007.
La mise en œuvre opérationnelle a débuté dès 2007, avec les enquêtes publiques et la commande du matériel roulant. La déclaration d'utilité publique a été obtenue le 10 juillet 2008, et les acquisitions foncières ont été réalisées pour la plupart à l'amiable également en 2008.
Le chantier d'infrastructure a eu lieu en 2009 et début 2010, de manière à permettre les essais de circulation au premier trimestre 2010. La livraison des deux premières rames Tango ont eu lieu le 17 décembre 2009. La première rame a été livrée en décembre 2009, la dernière l'a été au mois de mai 2010.
La mise en service de la liaison a eu lieu le 9 août 2010.

## Infrastructure

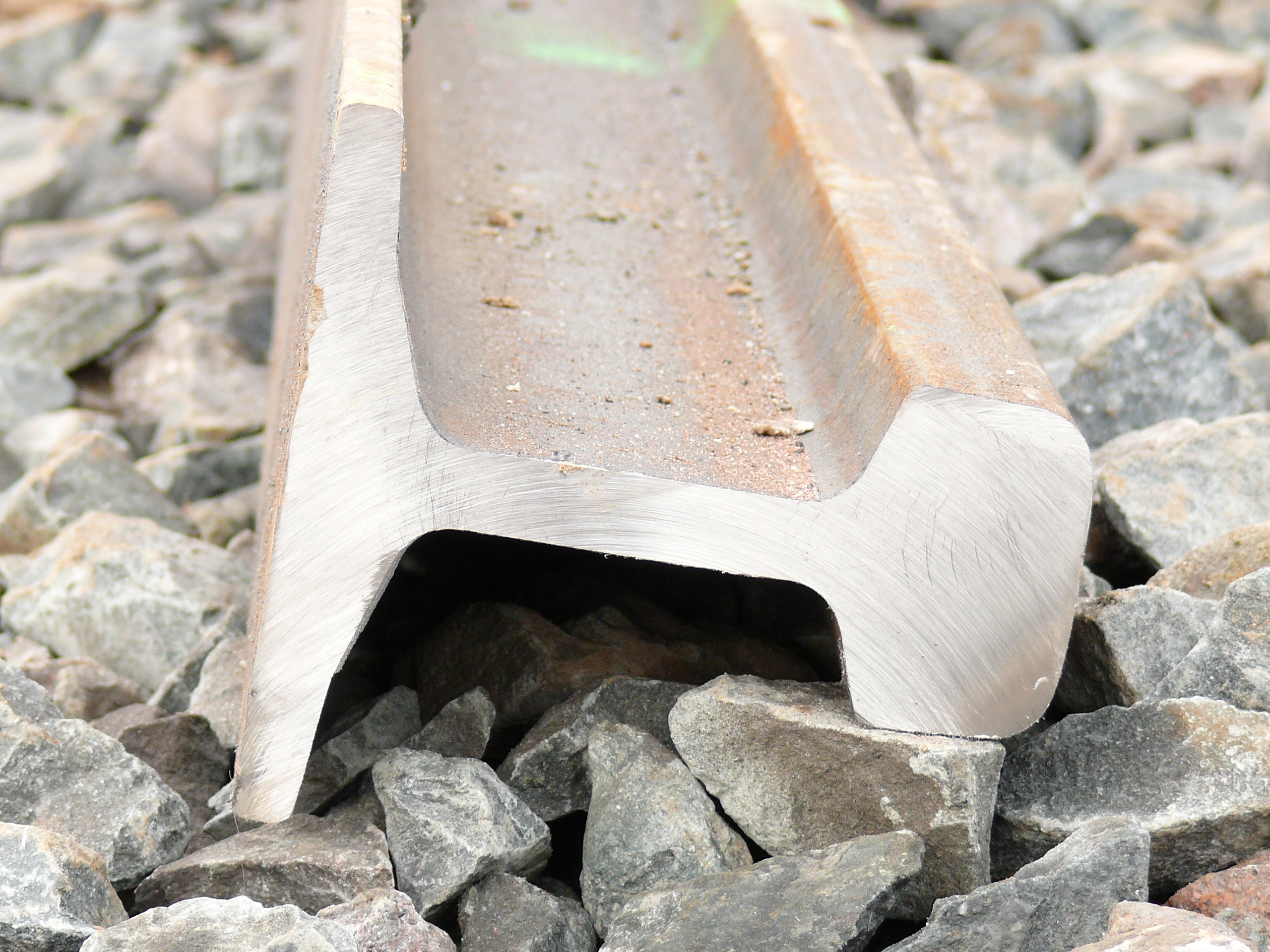
Rail du Rhônexpress.

### Tracé
Rhônexpress partage l'infrastructure de la ligne T3, réalisée par le Sytral, et comprend au-delà de Meyzieu Z.I. jusqu'à la gare et aéroport international Saint-Exupéry, un tronçon de 7 km environ construit par le département du Rhône. La ligne passe au sud de Pusignan avant de suivre la LGV sur 1,5 km environ.
Sur cette section propre à Rhônexpress et pouvant être parcourue à 100 km/h, toutes les voies sont franchies par des ponts, afin d'éviter tout passage à niveau, et sont dotées d'une caténaire lourde de type ferroviaire, dotée d'un câble porteur et d'un fil de contact, et alimentée sous 750 V continu via 2 sous-stations électriques propres au nouveau tronçon.

### Disposition des voies
Rhônexpress utilise jusqu'à Meyzieu-ZI les voies de la ligne T3 du tramway. Toutefois,
- À la station Gare Part-Dieu - Villette, la liaison Rhônexpress dispose d'une voie de terminus sur le côté de la station de la ligne T3.

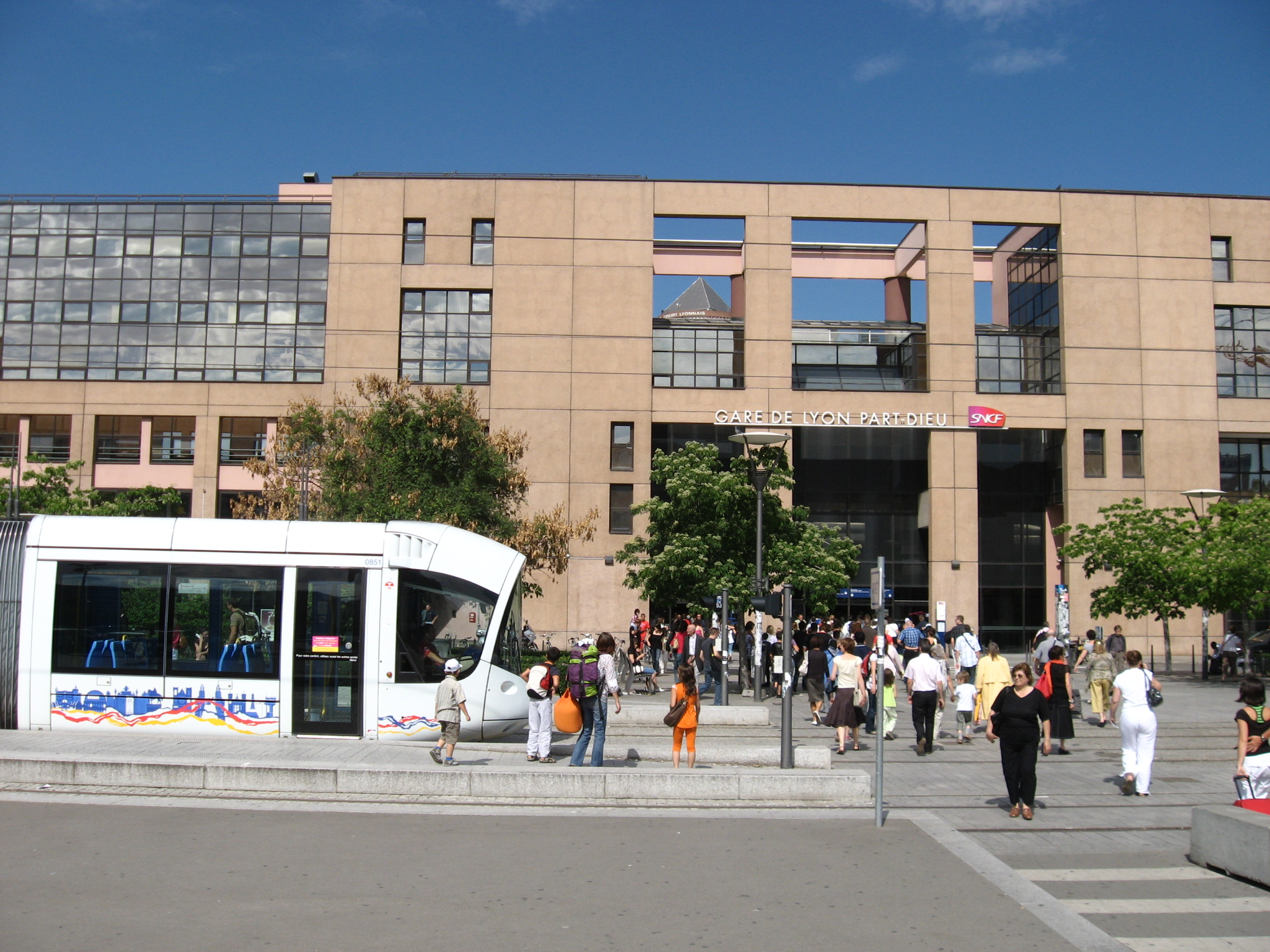
Le terminus de Rhônexpress se trouve sur la voie située au premier plan, avant celle du tramway urbain.
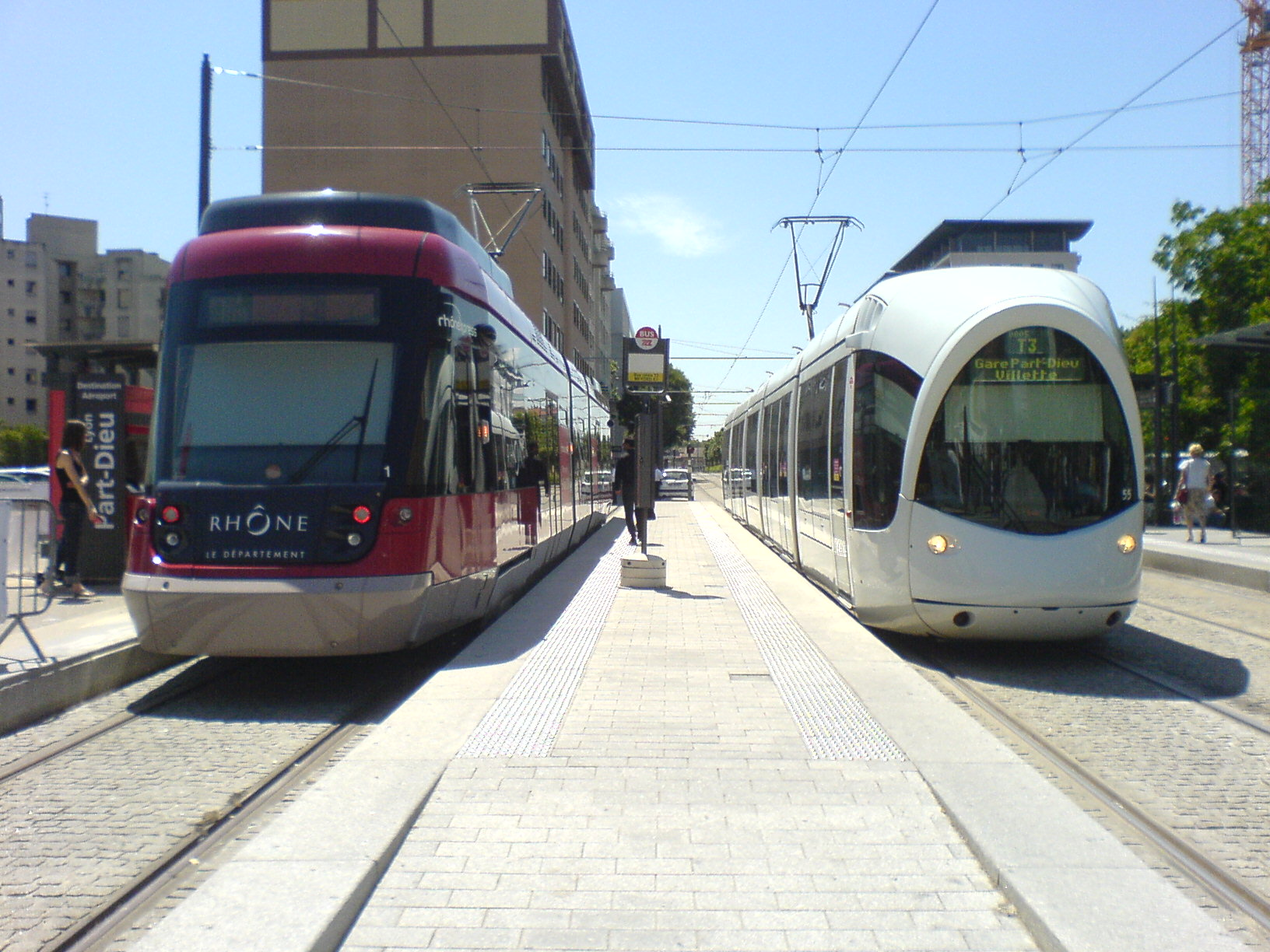
À gauche, une rame Rhônexpress; à droite, une rame Citadis de la ligne T3 au quai d'arrivée.

- Aux stations Dauphiné - Lacassagne et Gare de Villeurbanne, équipées de 3 voies, les voies centrales sont utilisables par Rhônexpress pour permettre le dépassement des rames du tramway urbain, respectivement en direction des stations Gare Part-Dieu et Meyzieu Z.I.
- À la station Reconnaissance - Balzac, Rhônexpress partage les deux voies de T3, mais l'emprise est prévue pour permettre la création d'une voie centrale de dépassement.
- À la station Vaulx-en-Velin - La Soie, Rhônexpress utilise les deux voies centrales et leurs quais, les deux voies extérieures servant à l'arrêt des rames de T3, l'ensemble étant en correspondance avec la ligne A du métro.

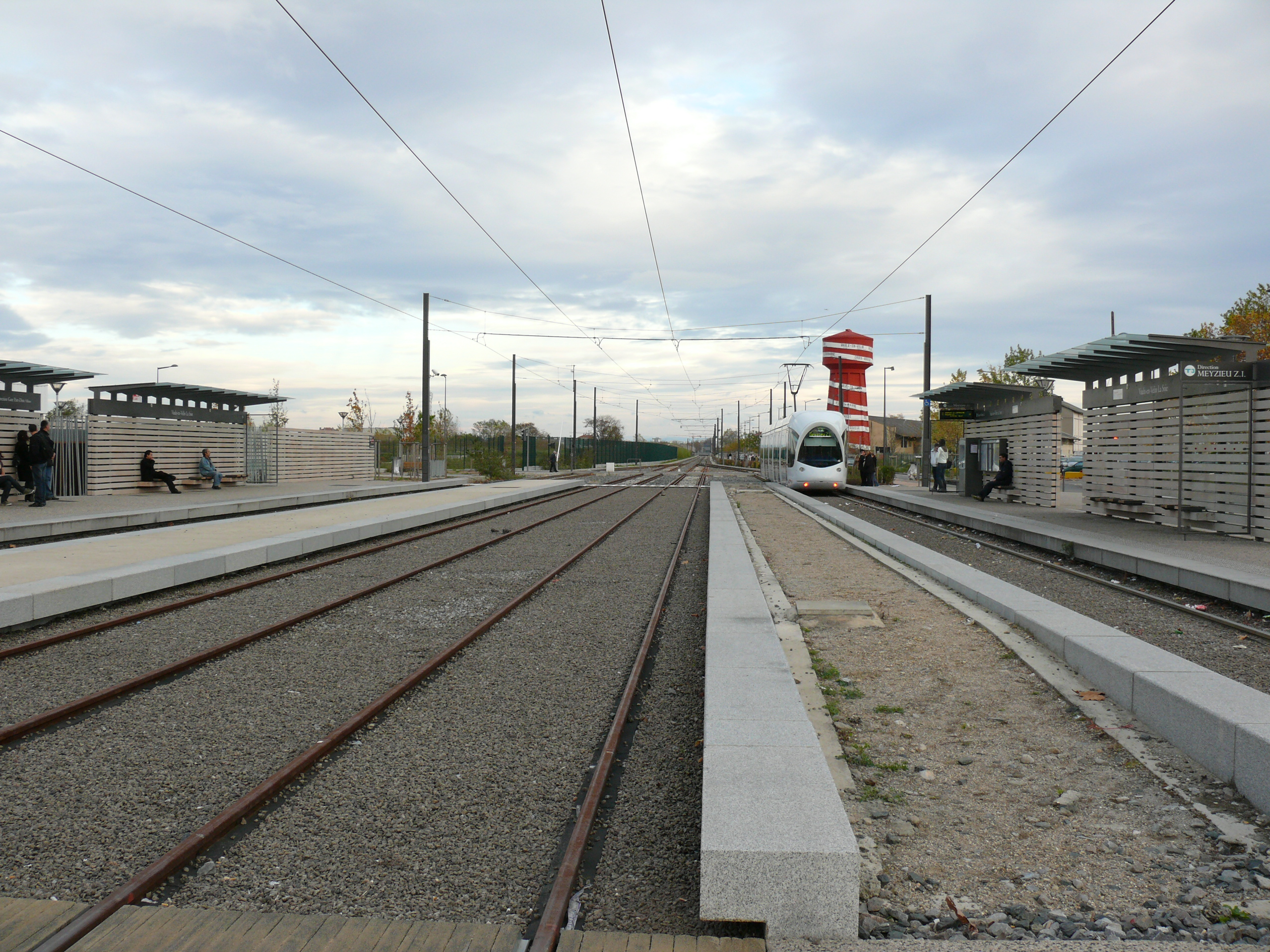
Vaulx-en-Velin - La Soie : Les voies centrales et leurs quais sont réservés à Rhônexpress, les voies extérieures à T3 (ici, avant leur aménagement).
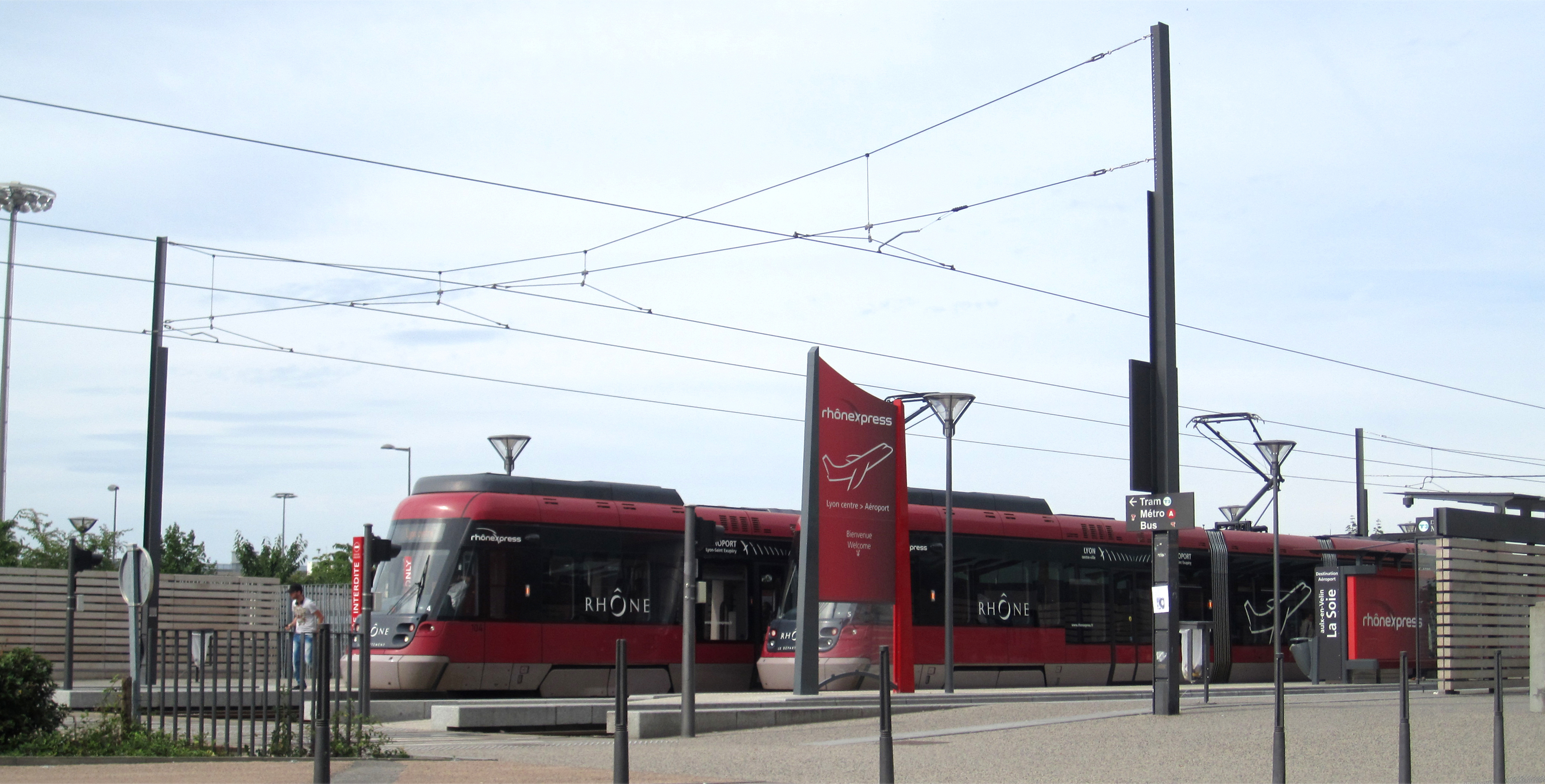
Croisement de rames STADLER Tango de la ligne Rhônexpress.

- À la station Meyzieu Gare, Rhônexpress circule sur les deux voies intérieures, les installations du T3 étant placées à l'extérieur du faisceau. Le Rhônexpress ne s'arrête pas à cette station.

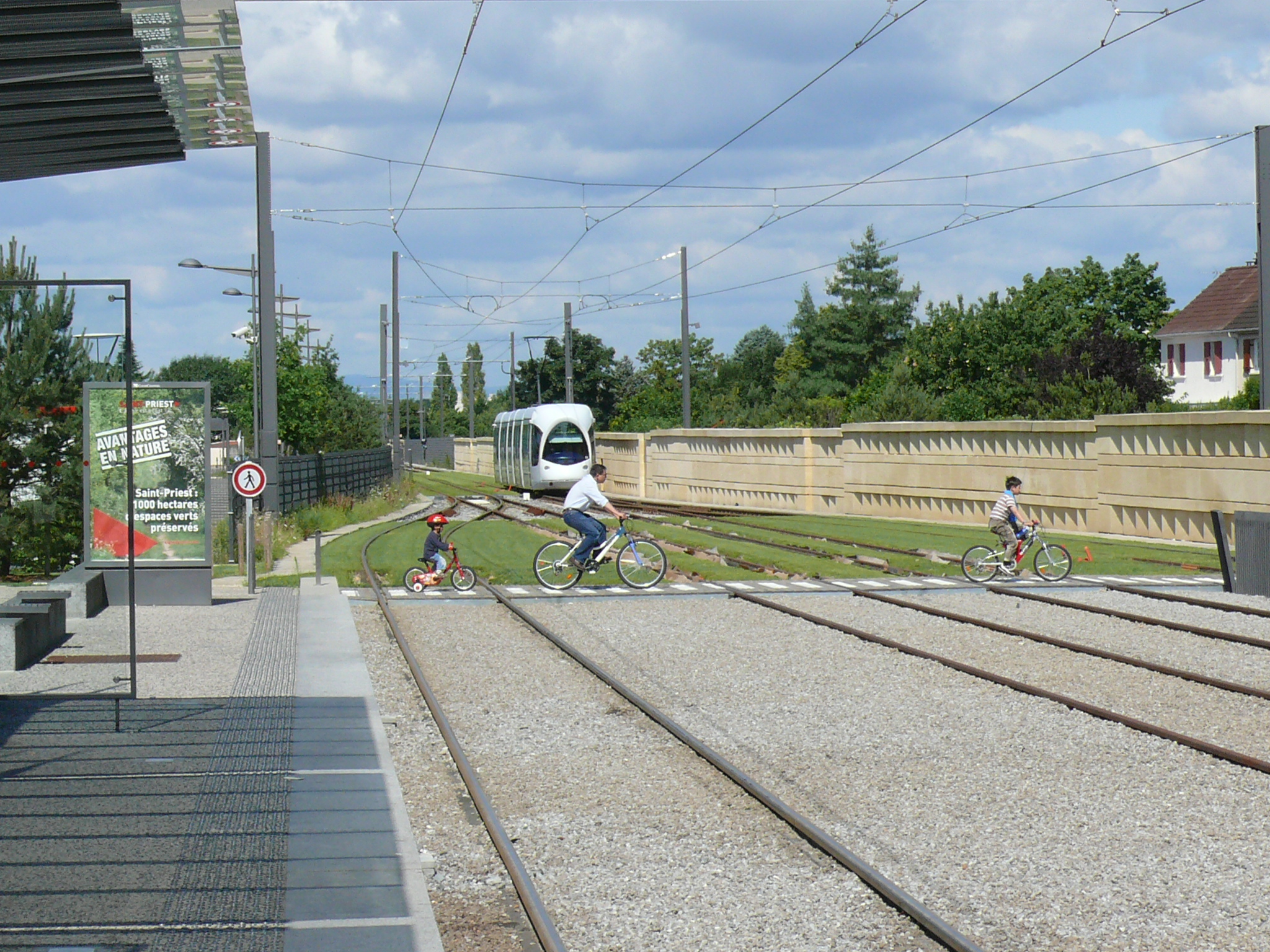
Les installations de la station Meyzieu-Gare sont à 4 voies pour permettre le dépassement des rames du T3 par celles du Rhônexpress.

- À la station Meyzieu Z.I., Rhônexpress utilise les deux voies extérieures, les installations du terminus T3 étant placées au centre de la station.

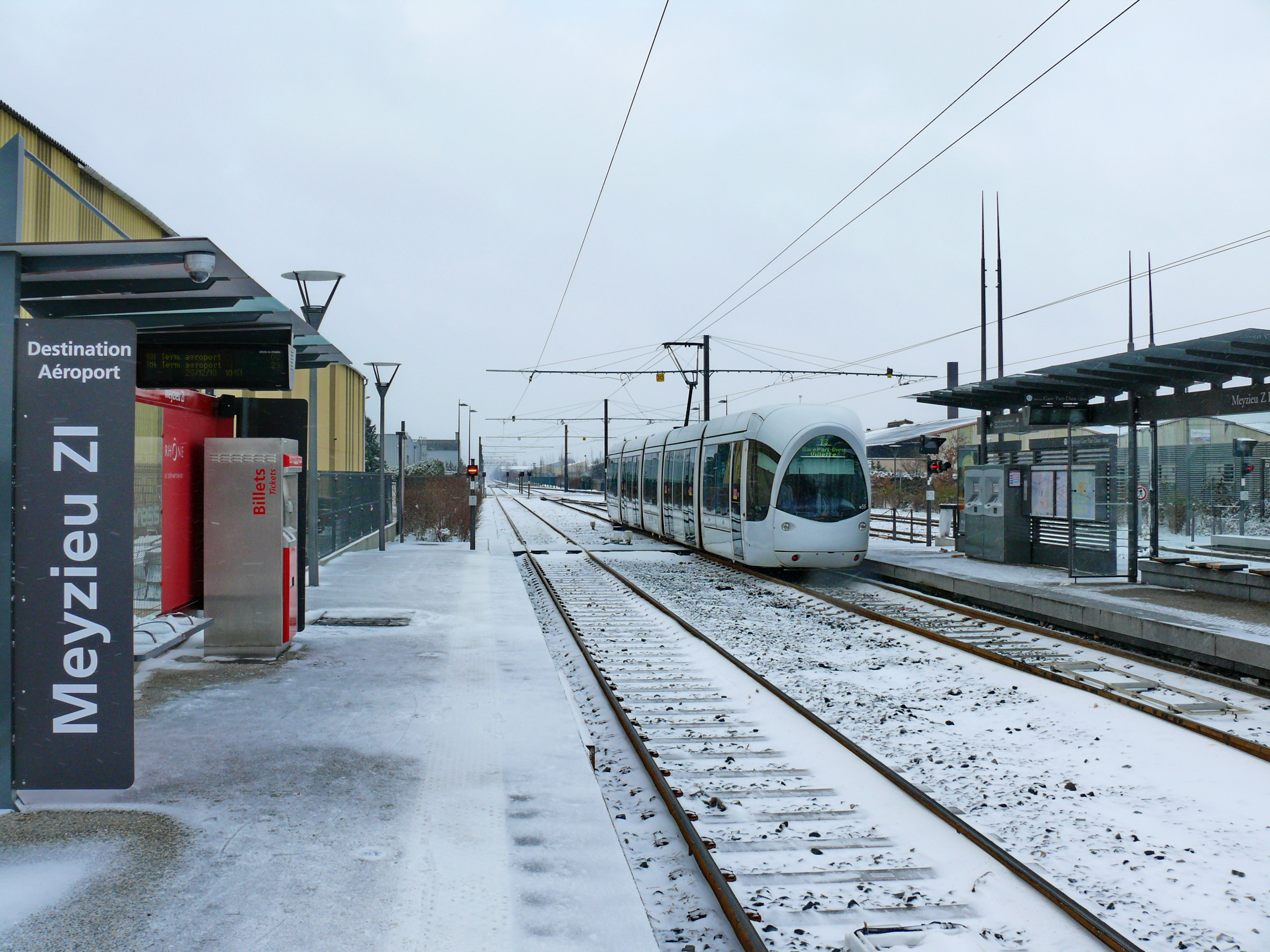
La station de Meyzieu Z.I. est à quatre voies. Les deux voies les plus au sud sont masquées par la rame Citadis du T3 qui quitte son terminus. Chaque quai de départ dispose de ses mobiliers urbains et automates de billetterie propres à sa ligne.
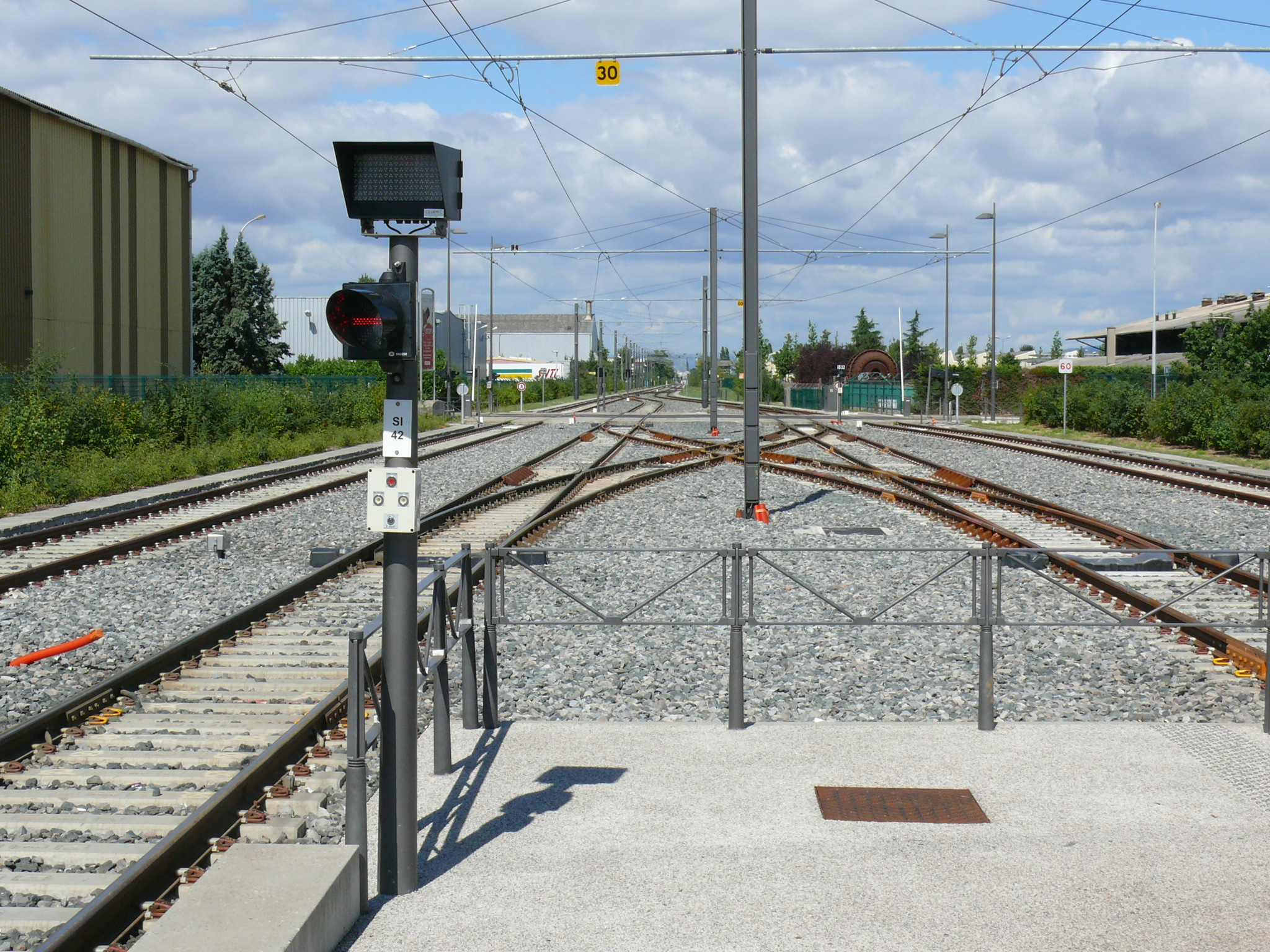
La station de Meyzieu-ZI dispose d'installations ferroviaires importantes. Ici, les voies centrales du T3.
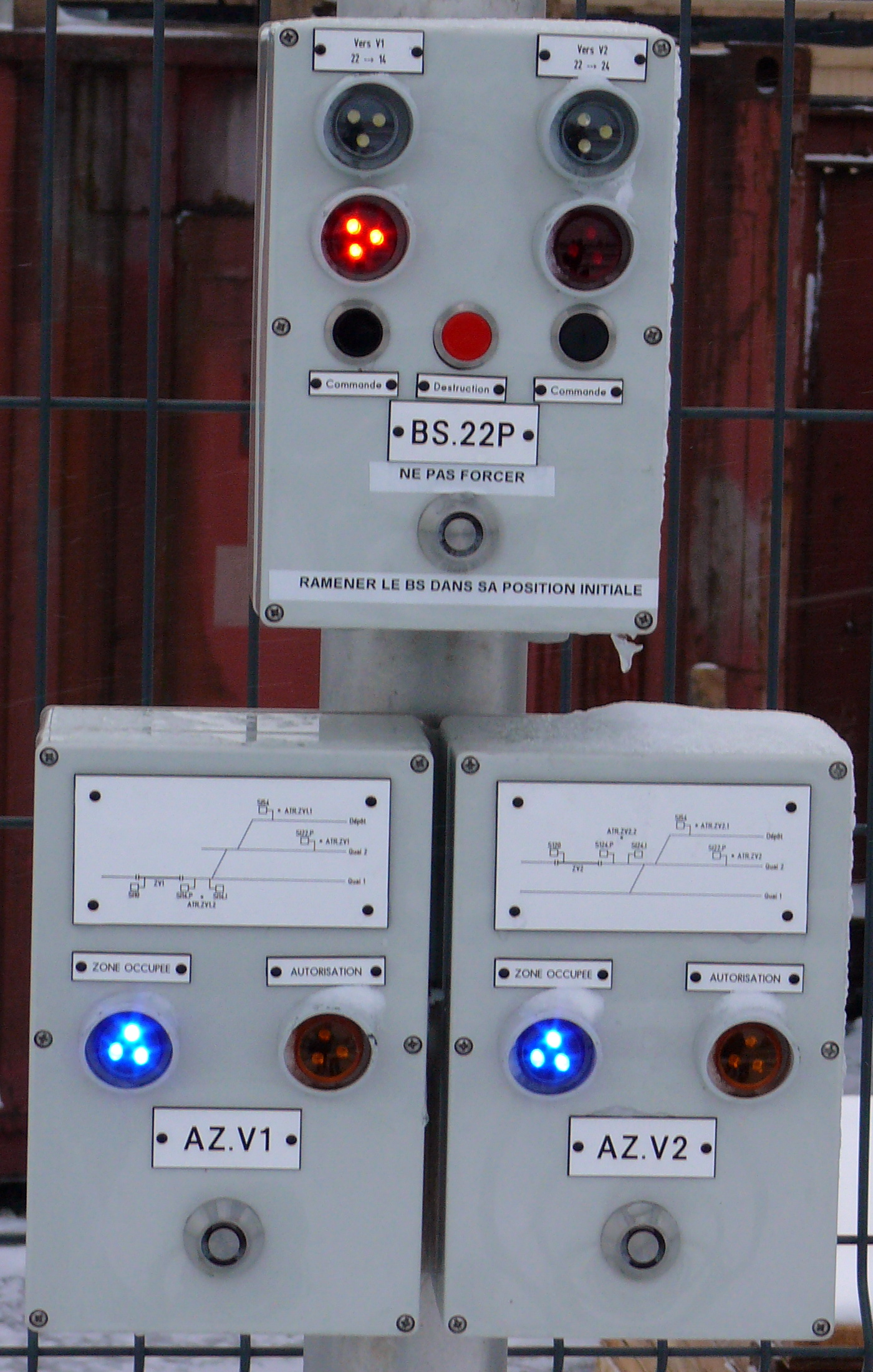
Sur le quai de Rhônexpress en direction de l'Aéroport, des commandes permettent de circuler à contresens sur la voie de gauche.

À partir de Meyzieu Z.I., Rhônexpress dispose de sa propre infrastructure, dotée d'une caténaire lourde de type ferroviaire, qui contraste avec la ligne aérienne de contact type tramway utilisée sur le tronçon construit par le Sytral. Cette section est à double voie, sauf sur le tronçon terminal, d'environ 650 m, situé parallèlement aux voies TGV, où elle n'est qu'à voie unique, afin de permettre la création éventuelle d'une voie supplémentaire TGV, jusqu'à la station terminale.
Sur cette section terminale, dépourvue de passages à niveau et équipée d'installation permanentes de contre-sens, d'une signalisation et d'un dispositif automatique d'arrêt des trains (DAAT), la vitesse maximale est de 100 km/h.

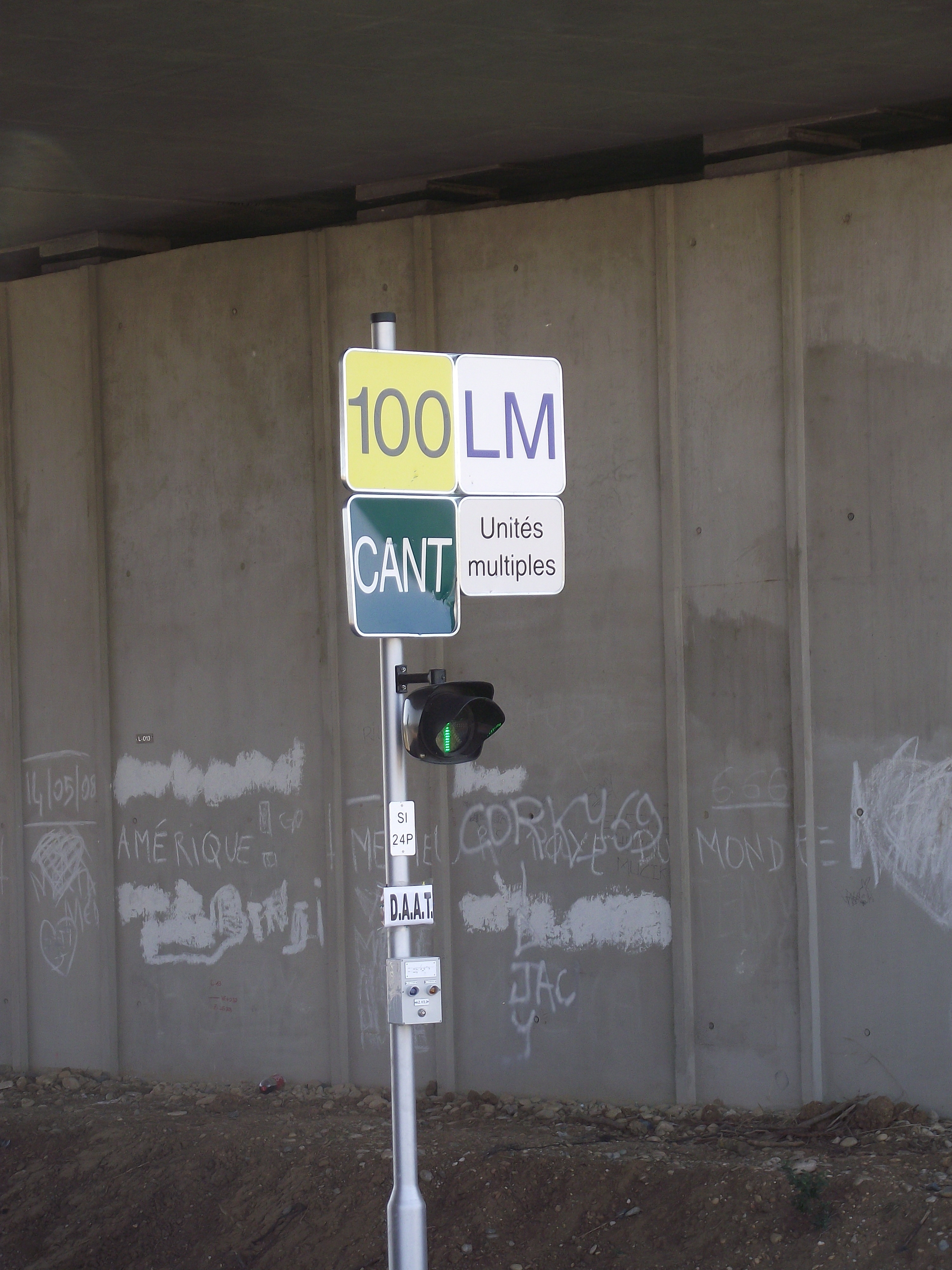
Début de la section à 100 km/h.
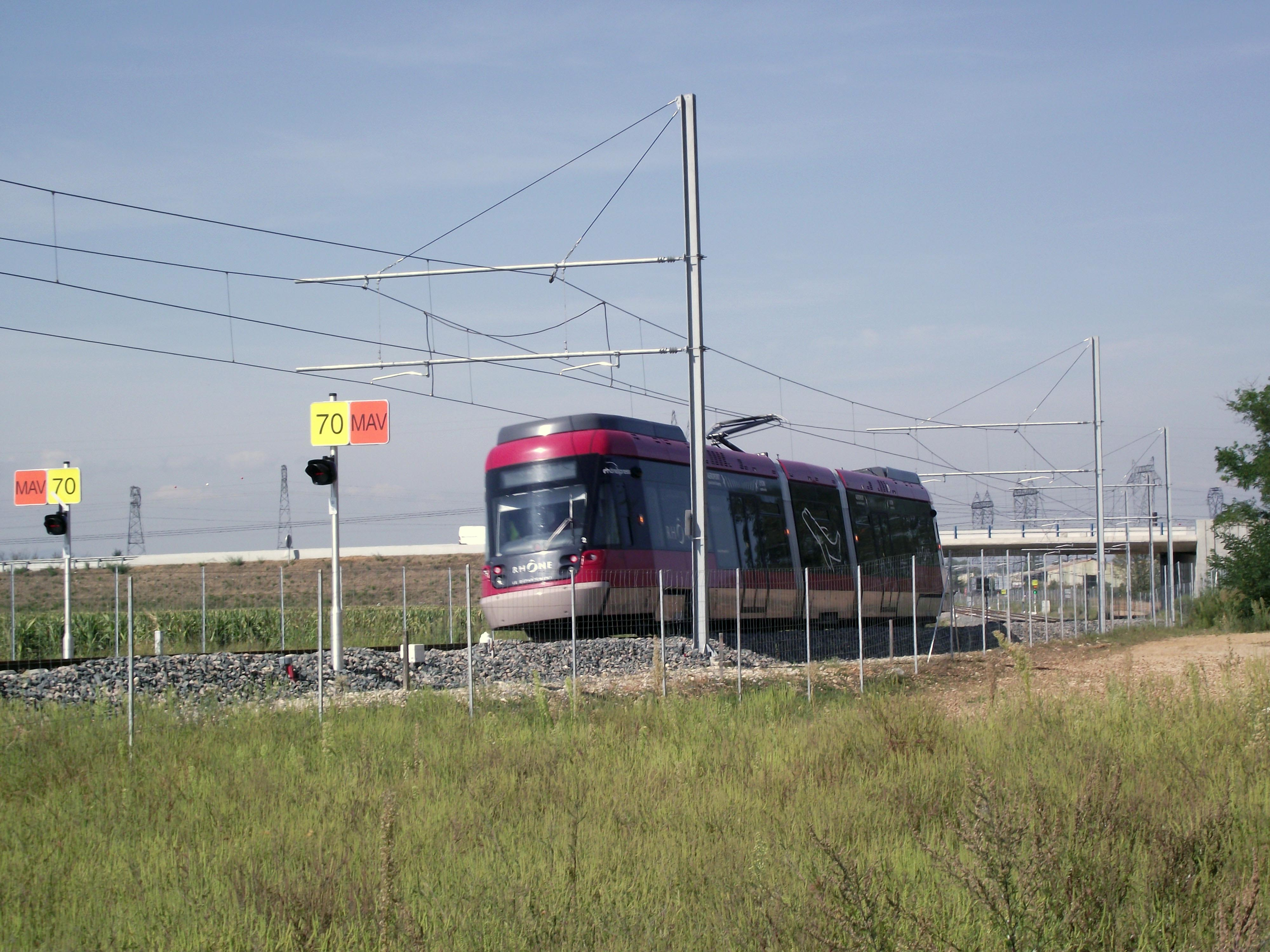
Début de la section à 70 km/h en direction de Meyzieu ZI.
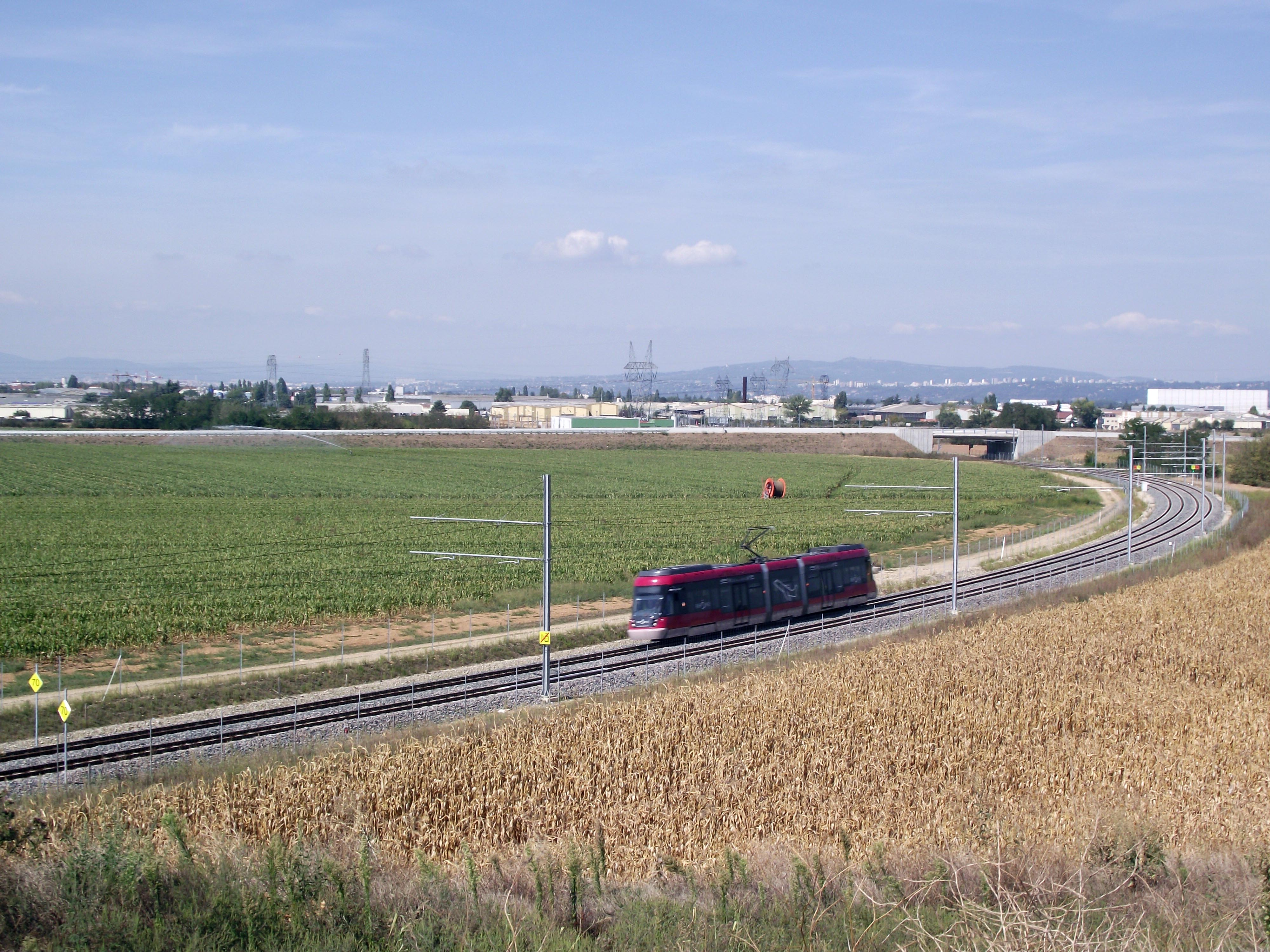
Tram quittant Meyzieu ZI en direction de l'aéroport.

La station Aéroport Lyon-Saint Exupéry, à deux voies et quai central, est située à l'extérieur de la gare Lyon-Saint-Exupéry TGV. Cette station n'a été mise en service, avec ses escalators et ascenseurs, que le 21 juin 2011. Un quai provisoire, établi quelques centaines de mètres en amont, était utilisé entre août 2010 et juin 2011,. La longueur de la station permet de mettre 2 rames sur chaque quai, soit 4 rames au total. Les aiguillages sont implantés en avant gare.

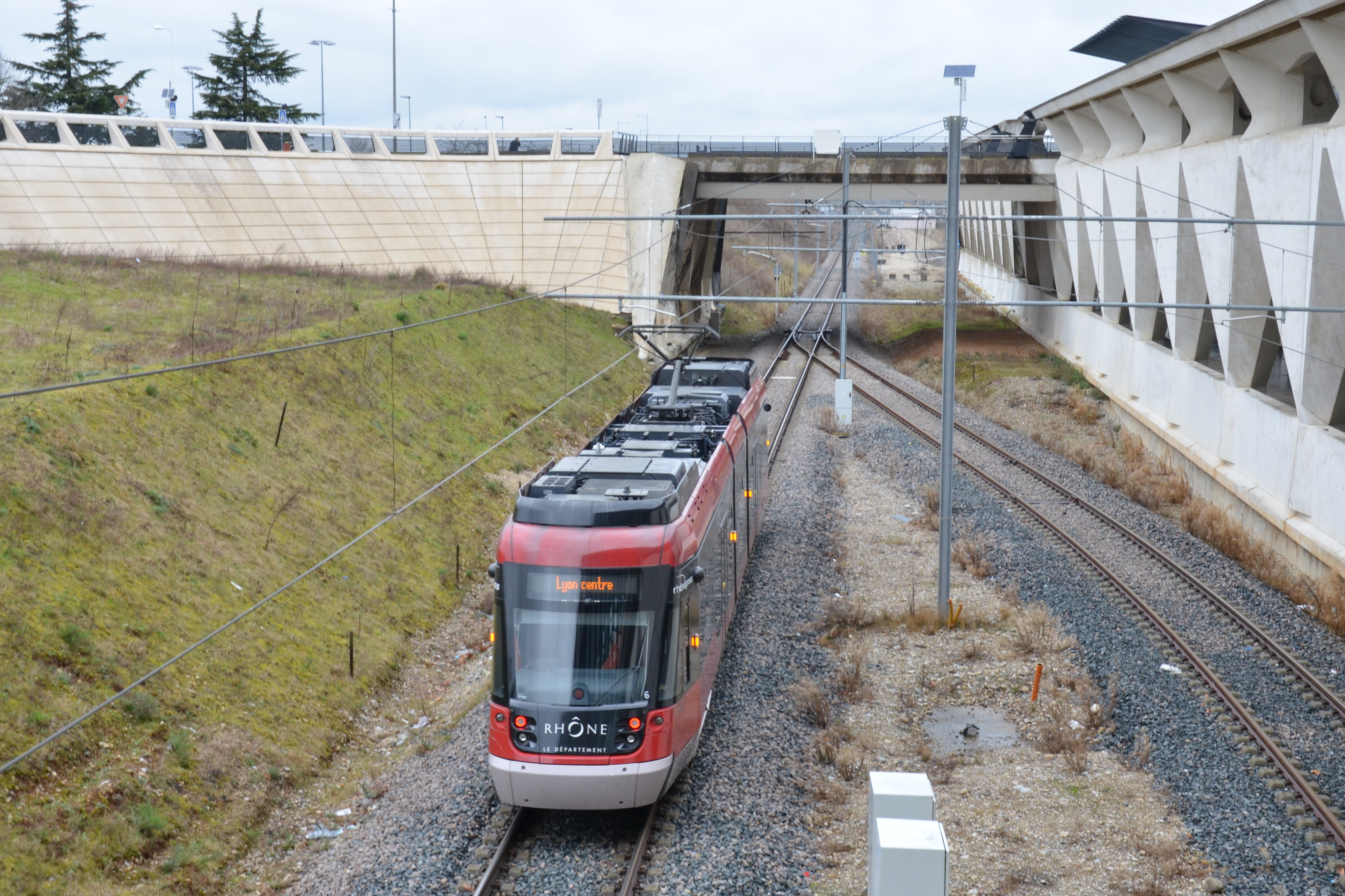
Tram quittant la station Aéroport Lyon Saint-Exupéry, en direction de Lyon Part-Dieu.
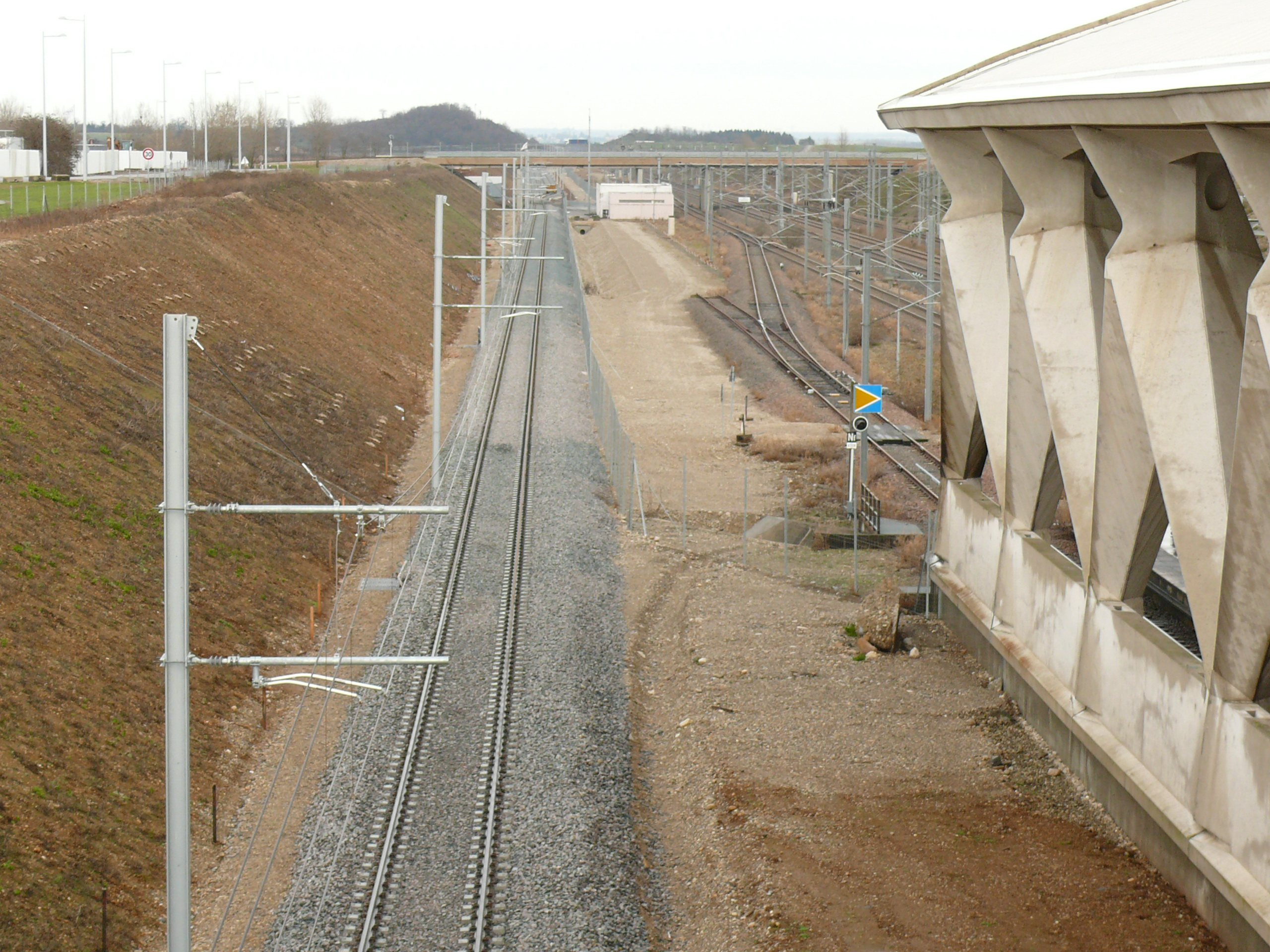
Si la ligne Rhônexpress est globalement à deux voies, elle ne dispose que d'une voie le long des installations SNCF, sur une longueur d'environ 650 m.
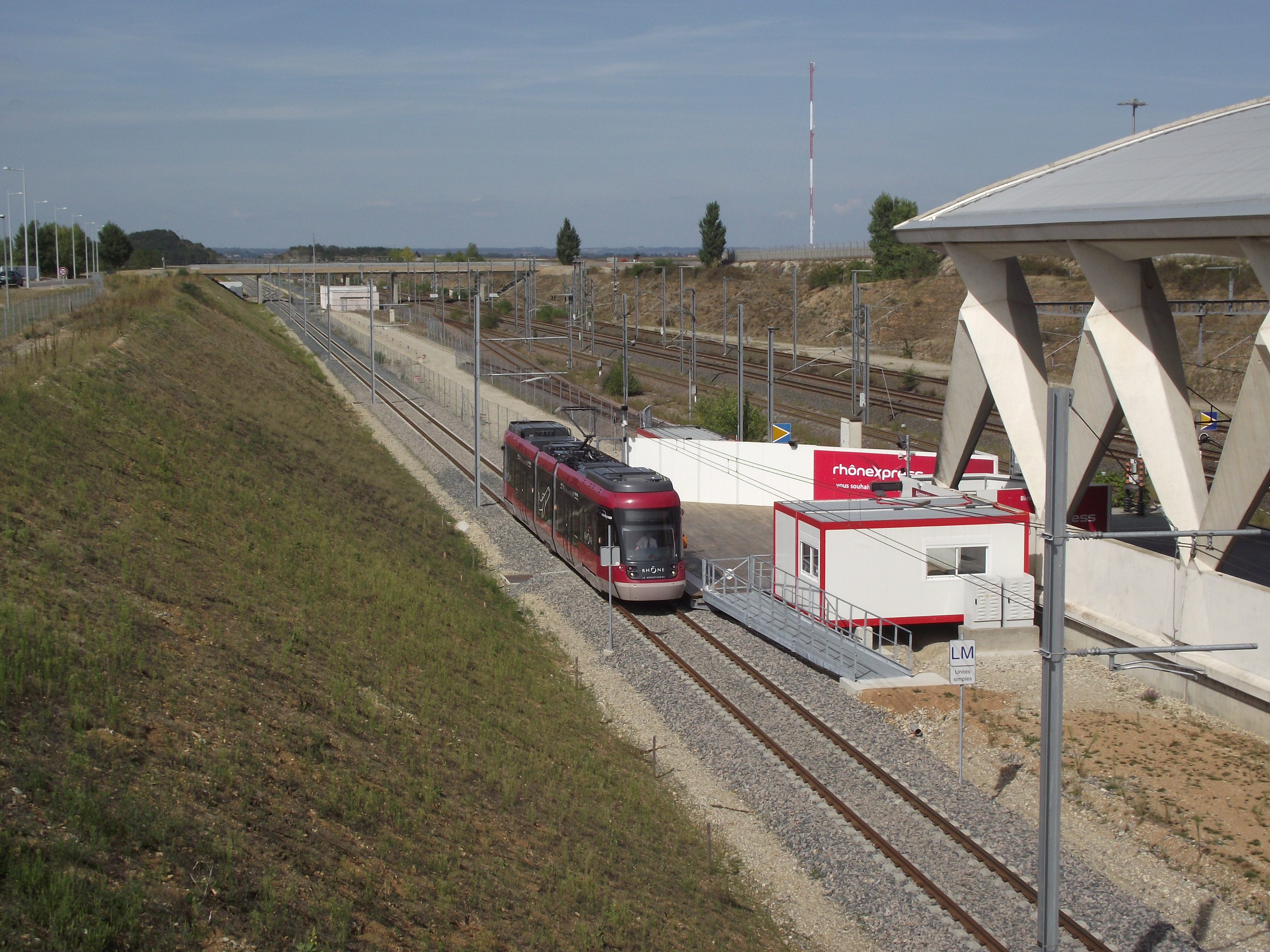
La station Lyon Saint Exupéry TGV avant la modernisation en 2014.
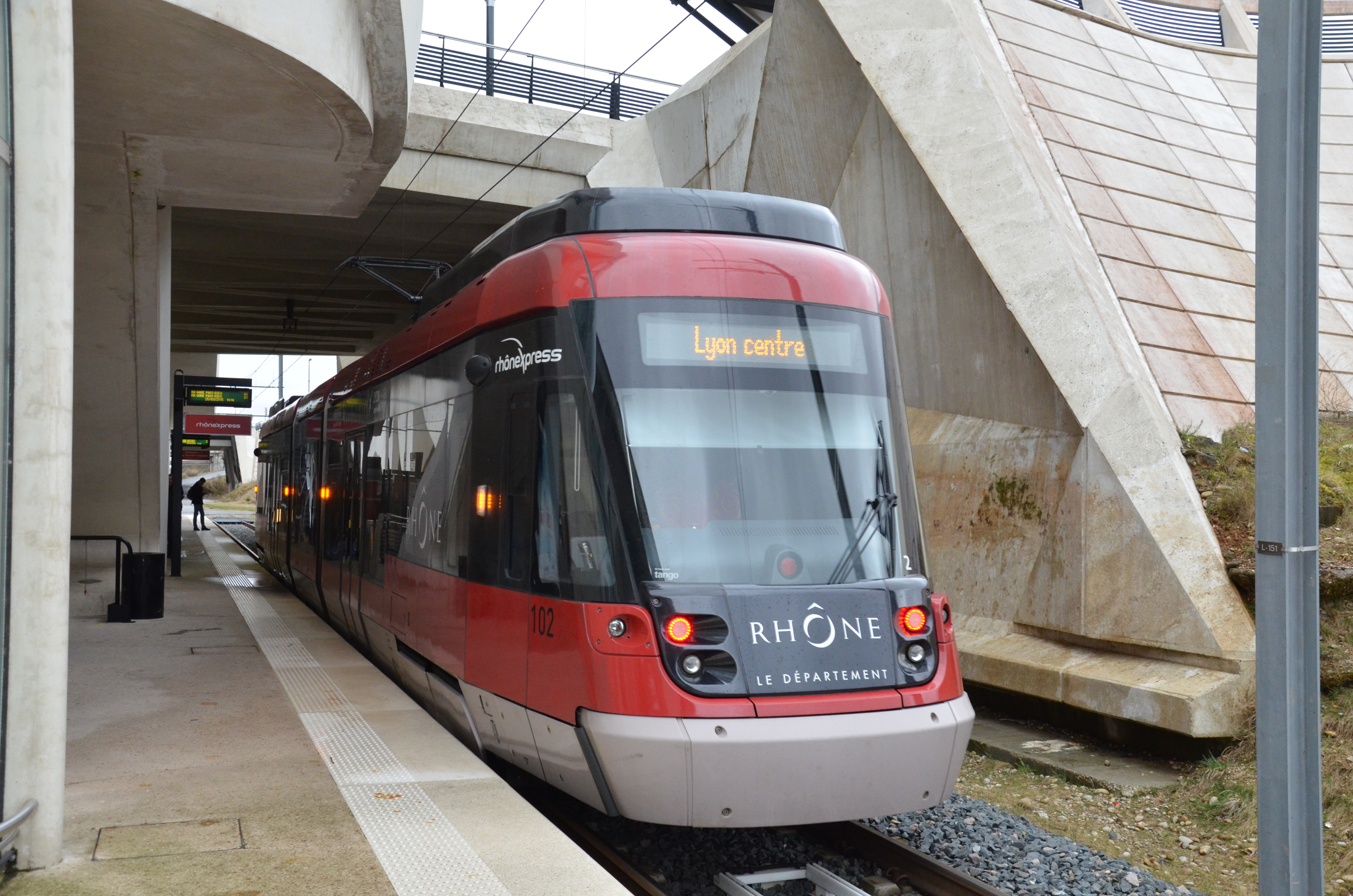
Station définitive du terminus Aéroport Lyon Saint-Exupéry, mise en service le 21 juin 2011.
Station définitive du terminus Aéroport Lyon Saint-Exupéry, rame ici sur le quai 1 utilisé secondairement.
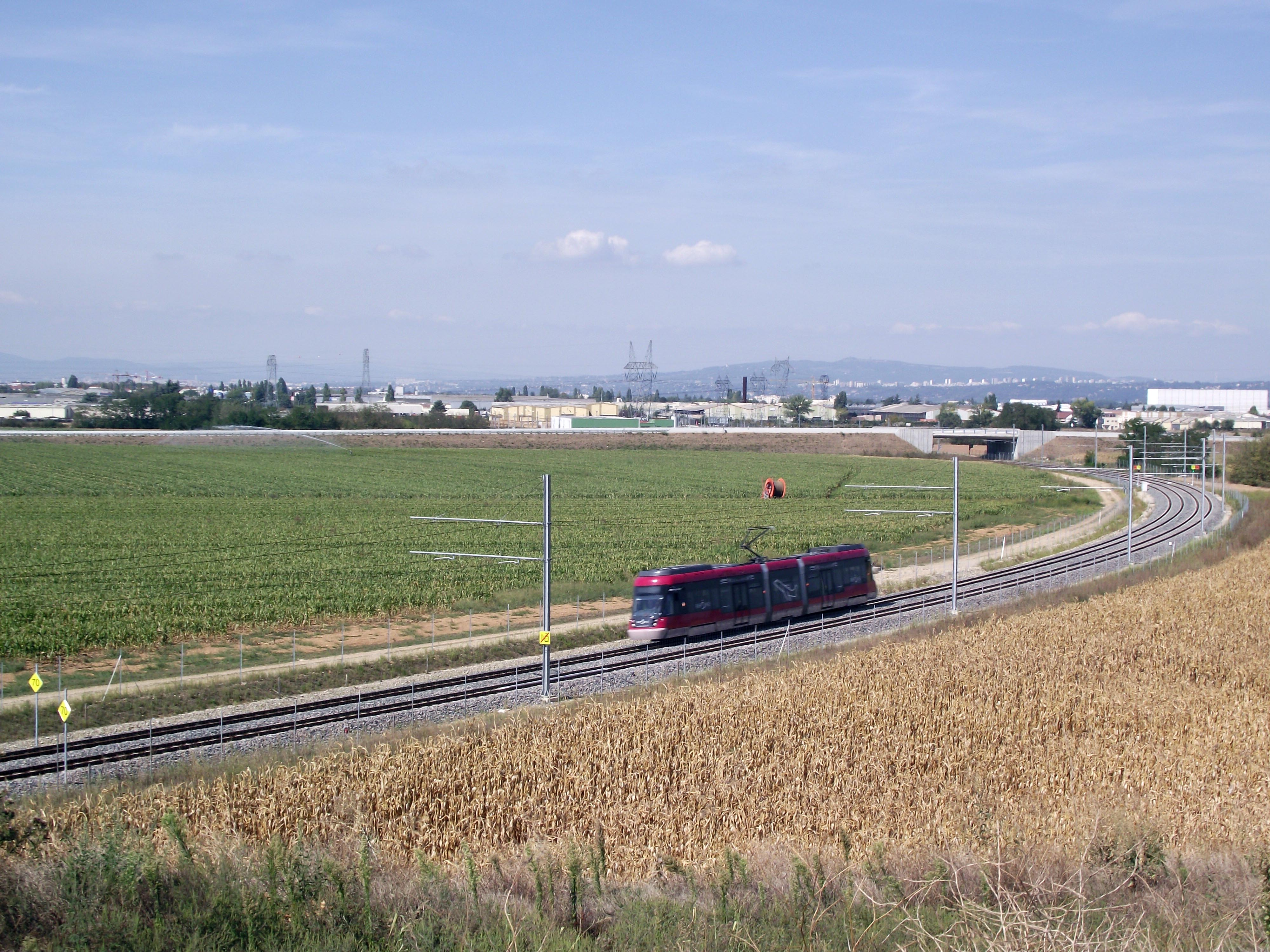
Voici un Rhonexpress qui quitte la commune de Pusignan (Rhône) avant d'arriver à Janneyrias (Isère).

La vitesse des rames du Rhônexpress est limitée en zone urbaine par les mêmes règles de la conduite à vue applicables au tramway urbain. Cependant, au-delà de Meyzieu Z.I., sur la portion de 7 kilomètres uniquement utilisé par Rhônexpress, la voie étant équipée de balises d'un dispositif d'arrêt automatique des trains (DAAT), Rhônexpress peut circuler à 100 km/h.
En zone périurbaine, dont les carrefours sont protégés par des intersections barriérées, et franchissables au maximum à 60 km/h, la vitesse de pointe est de 70 km/h.
Les stations communes avec la ligne T3 sont traversées à 25 km/h, mais, si une de ses rames est à l'arrêt, Rhônexpress ne la double qu'à 10 km/h afin d'assurer la sécurité des voyageurs de la station.
Grâce à ces dispositions, le service offre une vitesse commerciale proche de 50 km/h (22 km en 27 minutes).

### Principaux ouvrages
Outre les installations de T3 et des gares, Rhônexpress a nécessité plusieurs réalisations :
- un atelier de maintenance à Meyzieu.
- trois ouvrages d'art permettant le franchissement des routes départementales 517 (à l'entrée de Pusignan), 606 et 517E.
- deux ouvrages de franchissement agricole d’une largeur de 4 mètres et d’une hauteur de 4,30 mètres, permettant le passage des engins agricoles sous la ligne de tramway pour rejoindre les chemins existants.
- deux sous-stations d'alimentation électrique[5].

### Liste des stations
|  |   |  | Station                        | Communes desservies | Correspondances |
|  | - |  | ------------------------------ | ------------------- | --- |
|  | ■ |  | Gare Part-Dieu - Villette      | Lyon 3e             | , TGV, TER Auvergne-Rhône-Alpes Correspondances à Gare Part-Dieu - Vivier Merle : , Correspondances à Thiers-Lafayette : , |
|  | • |  | Vaulx-en-Velin - La Soie       | Vaulx-en-Velin      | , |
|  | • |  | Meyzieu Z.I.                   | Meyzieu             | , |
|  | ■ |  | Aéroport de Lyon-Saint-Exupéry | Colombier-Saugnieu  | Aéroport de Lyon-Saint-Exupéry, TGV, Gare routière                                                                         |

Les trois premières stations sont communes avec la ligne T3 : le Sytral a construit le gros œuvre (voies et structure des quais). Seule la dernière station est spécifique à Rhônexpress et est construite parallèlement à la Gare de Lyon-Saint-Exupéry TGV, de manière à assurer une desserte de l'aéroport.
Selon les horaires de Rhônexpress, le trajet complet prend 29 minutes : 10 minutes entre Gare Part-Dieu - Villette et Vaulx-en-Velin - La Soie, 13 minutes entre cette station et Meyzieu Z.I. puis six minutes jusqu'à Lyon Saint-Exupéry TGV. Et puis 3 minutes pour rejoindre Aéroport de Lyon Saint Exupéry.

## Exploitation

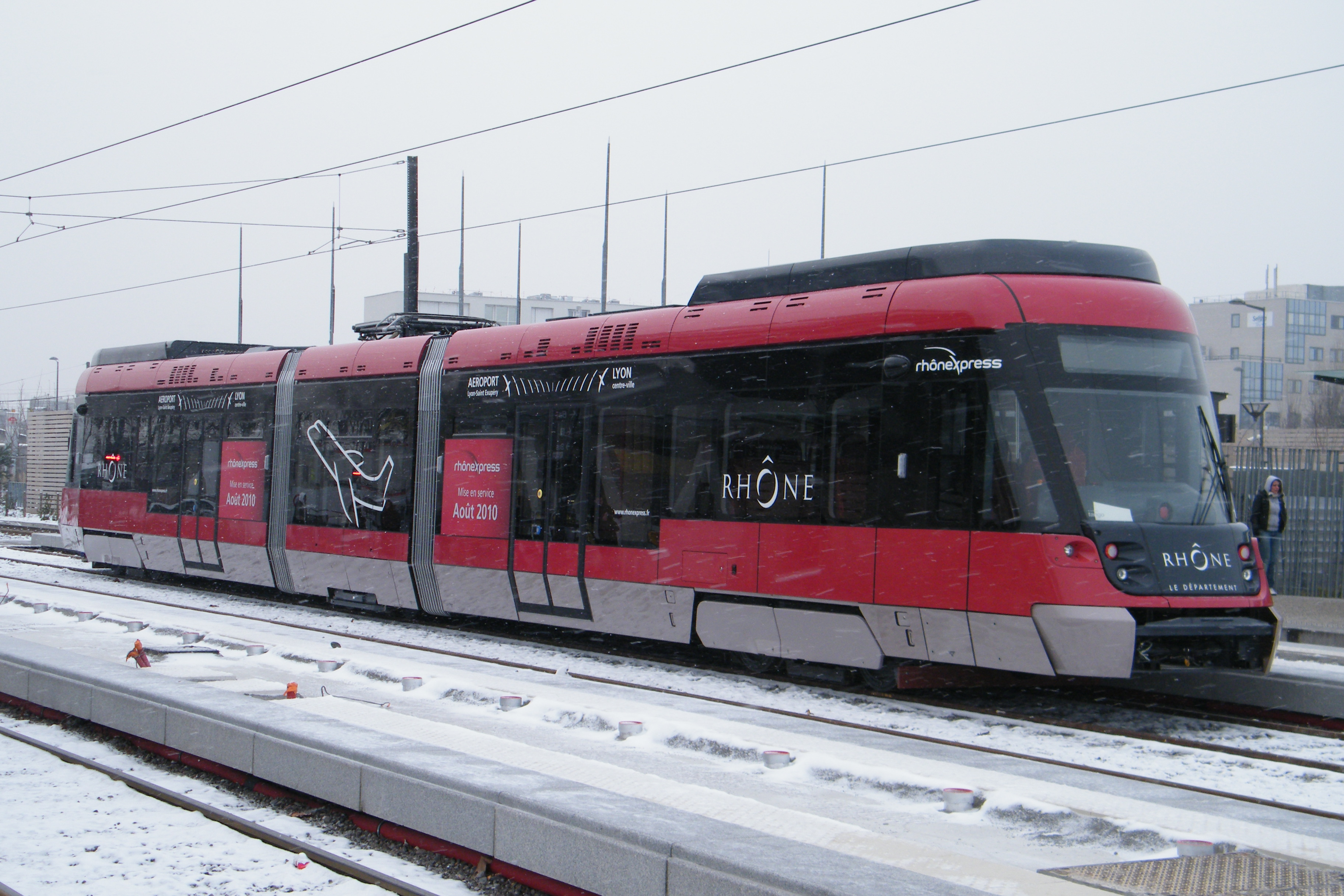
Rame Rhônexpress pendant les essais de la ligne.

Les 23 kilomètres entre les deux terminus sont effectués en moins d'une demi-heure, avec un départ toutes les 15 minutes en heure de pointe, 7 minutes et demie après le départ d'une rame de la ligne T3 de sa station terminus, de manière à ne pas le rattraper malgré le temps de parcours plus court du Rhônexpress, qui ne marque qu'une station intermédiaire sur le tronc commun, alors que le tramway urbain marque 8 arrêts intermédiaires. Néanmoins, afin de permettre de gérer d'éventuels incidents, 3 stations permettent le dépassement d'un service par l'autre.
L'exploitation, assurée par RATP Dev depuis le 1er janvier 2025, est indépendante du réseau TCL. Toutefois, Rhônexpress utilisant les voies du tramway urbain, les deux exploitations sont placées sous l'autorité d'un poste de commande unique. L'utilisation par Rhônexpress des voies du tramway urbain étant considérée comme de la voirie se fait sans versement d'une redevance, le Sytral ayant été autorisé par le Département à utiliser l'emprise de l'ancienne ligne du CFEL, une ancienne infrastructure départementale.
Rhônexpress s'est substitué à la ligne 175 « Satobus » qui reliait Lyon à l'aéroport et transportait environ 850 000 voyageurs par an.
Du fait du faible nombre de rames à disposition, il arrive que l’exploitation ne se fasse plus à 5 mais 4 rames en cas de défaillance sur l'une d'entre elles, engendrant donc une fréquence différente (20 minutes contre 15 en service nominal).

### Trafic
Via son monopole, Rhônexpress escompte un trafic légèrement supérieur à un million de voyageurs par an, dès la première année de fonctionnement, et, à terme, de 1,5 million de voyageurs par an, largement supérieur donc au trafic de 835 000 voyageurs transportés par l'ancienne navette Gares-Aéroport (anciennement Satobus). En 2013, Rhônexpress a transporté 1 170 000 passagers, avec un pic, le 8 décembre, avec 5 687 passagers. En 2017, 1 389 896 passagers ont emprunté le Rhônexpress. Par rapport à l'année 2016, la fréquentation a augmenté de 8,3%. Et un nouveau record de fréquentation a été établi le vendredi 8 décembre 2017 avec 7 131 passagers.
En 2018, le chiffre d'affaires progresse encore à 19,161 millions d'euros contre 16,9 millions en 2017 (et 15,7 millions en 2016) avec un bénéfice de 2,824 millions d'euros en 2018 (+ 120 % par rapport à 2017). Ces résultats très élevés irritent le SYTRAL qui avait été attaqué par Rhônexpress qui estimait que les bus représentaient une concurrence déloyale. Ayant eu gain de cause le SYTRAL a relancé des bus en septembre 2019 à des tarifs inférieurs au Rhônexpress (16,30 € le trajet, 28,30 € l'aller/retour) et entend faire pression sur les conditions de renouvellement de la concession. S'appuyant sur le rapport de la Chambre régionales des comptes remis en novembre 2019 pointant « une concession dès son origine structurellement déséquilibrée », la Métropole du Grand Lyon envisage de rompre après les élections municipales la concession de service public conclue jusque 2038 estimant les concessions de Vinci (baisse modérée du tarif, etc.) trop faibles. Une résiliation anticipée « pour motif d'intérêt général » exposerait la Métropole au versement d'une indemnité de 30 et 40 millions d'euros.

### Matériel roulant

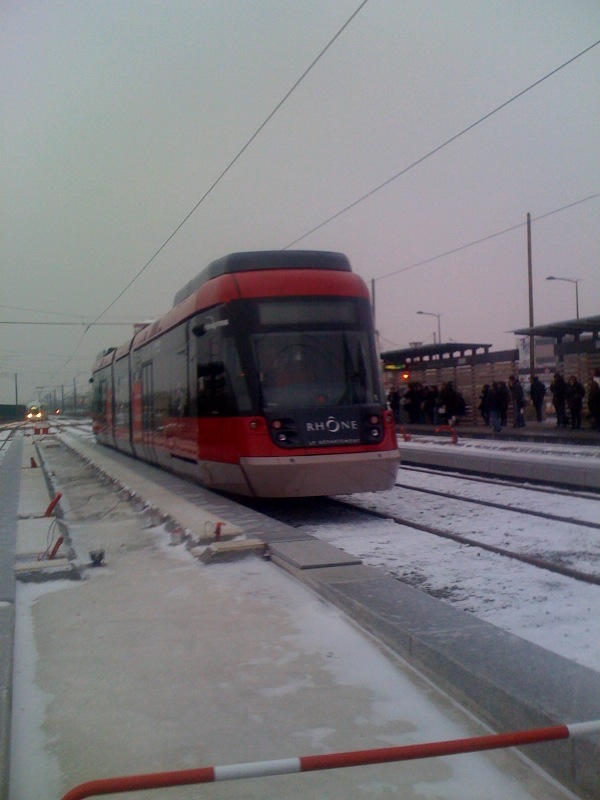
Rame Stadler Tango en février 2010, pendant la période d'achèvement des travaux de la ligne.

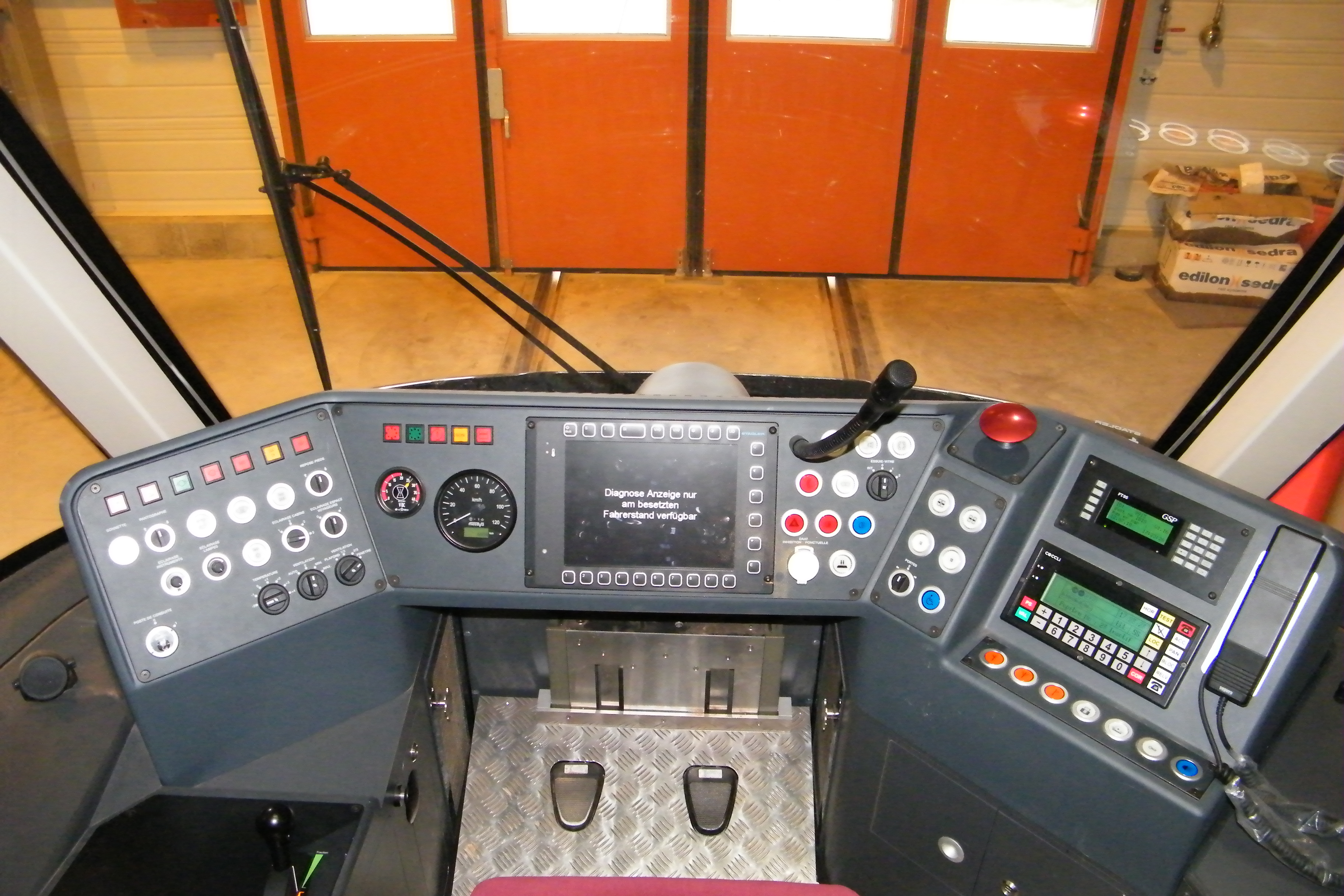
Pupitre de pilotage d'une rame.

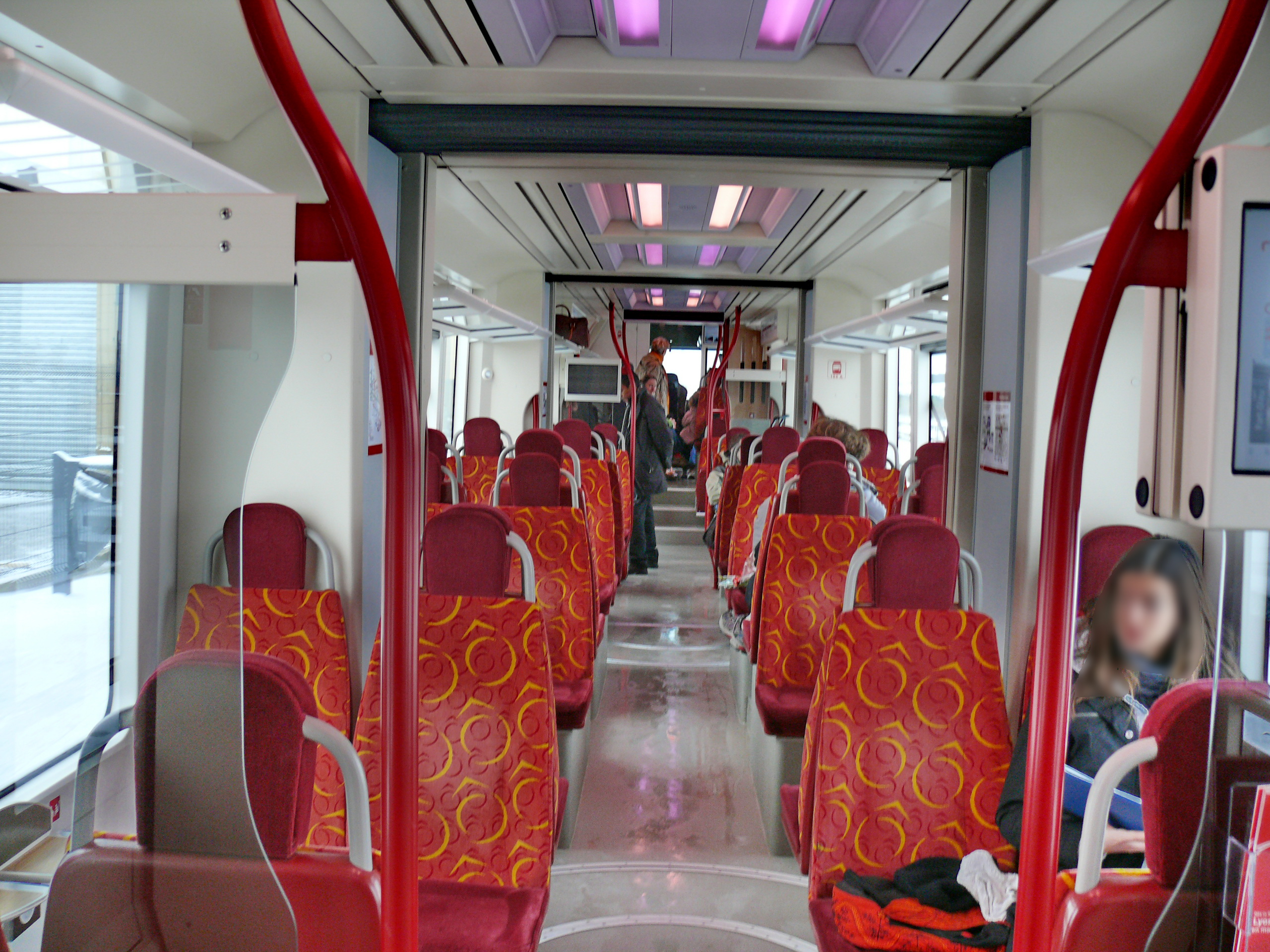
Aménagement intérieur d'une rame
On distingue au fond de la rame les 3 marches donnant accès à la partie non accessible aux personnes handicapées.

Le matériel roulant a été choisi au terme d'un appel d'offres prenant en compte des critères techniques (vitesse pouvant atteindre 100 km/h), robustesse, sécurité et compatibilité avec l'exploitation commune de l'infrastructure par la ligne T3, économiques (capacité adaptée aux perspectives de trafic et à leurs évolutions), ainsi que de confort et d'esthétique.
Il s'agit de 6 rames Tango fournies par le constructeur suisse Stadler et construites à l'usine de Berlin Wilhelmsruh. Aptes à la vitesse maximale de 100 km/h, elles sont proches des matériels de type tram-train. Leur largeur, de 2,55 m, leur permet de circuler en mixité avec les rames du tramway urbain, larges de 2,40 m, tout en laissant une lame d'air suffisante pour permettre les croisements en ligne, ce qui n'était pas nécessairement le cas avec des rames d'une largeur plus classique de 2,65 m.
Leurs caractéristiques sont les suivantes :
- Type : matériel articulé tri-caisses
- Longueur : 27 m
- Largeur : 2,55 m
- Hauteur du seuil de porte et de la plateforme surbaissée par rapport au niveau supérieur du rail : 350 mm
- Rayon minimal d’inscription en courbe en atelier : 25 m
- Vitesse maximale : 100 km/h
- Alimentation électrique : par caténaire sous courant continu à 750 V[5].
- Aménagements comprenant des emplacements pour les bagages des voyageurs
- Capacité : à l'origine, 76 places assises dont 4 assises relevables et 2 places pour personnes à mobilité réduite ; à la suite de l'ajout d'un rack à bagage supplémentaire, 5 places assises ont été supprimées, ce qui porte dorénavant la capacité à 71 places assises.

Les bogies moteurs en extrémité de rame sont dotés d'essieux de grande taille d'un diamètre de Ø 720 mm pour les essieux moteurs contre Ø 650 mm pour les essieux porteurs sous le module intermédiaire. L'utilisation de bogies en extrémité de rame similaires à ceux des TFS dotés d'une double suspension primaire et secondaire pneumatique ainsi que d'une transmission par arbre creux, permet un bon confort pour les voyageurs lorsque la rame circule à sa vitesse maximale.
Ce parc devrait être porté à 11 rames vers 2023.
Le design intérieur et extérieur des rames Tango pour Stadler a été réalisé par l'agence RCP Design Global de Tours.

### Service aux clients

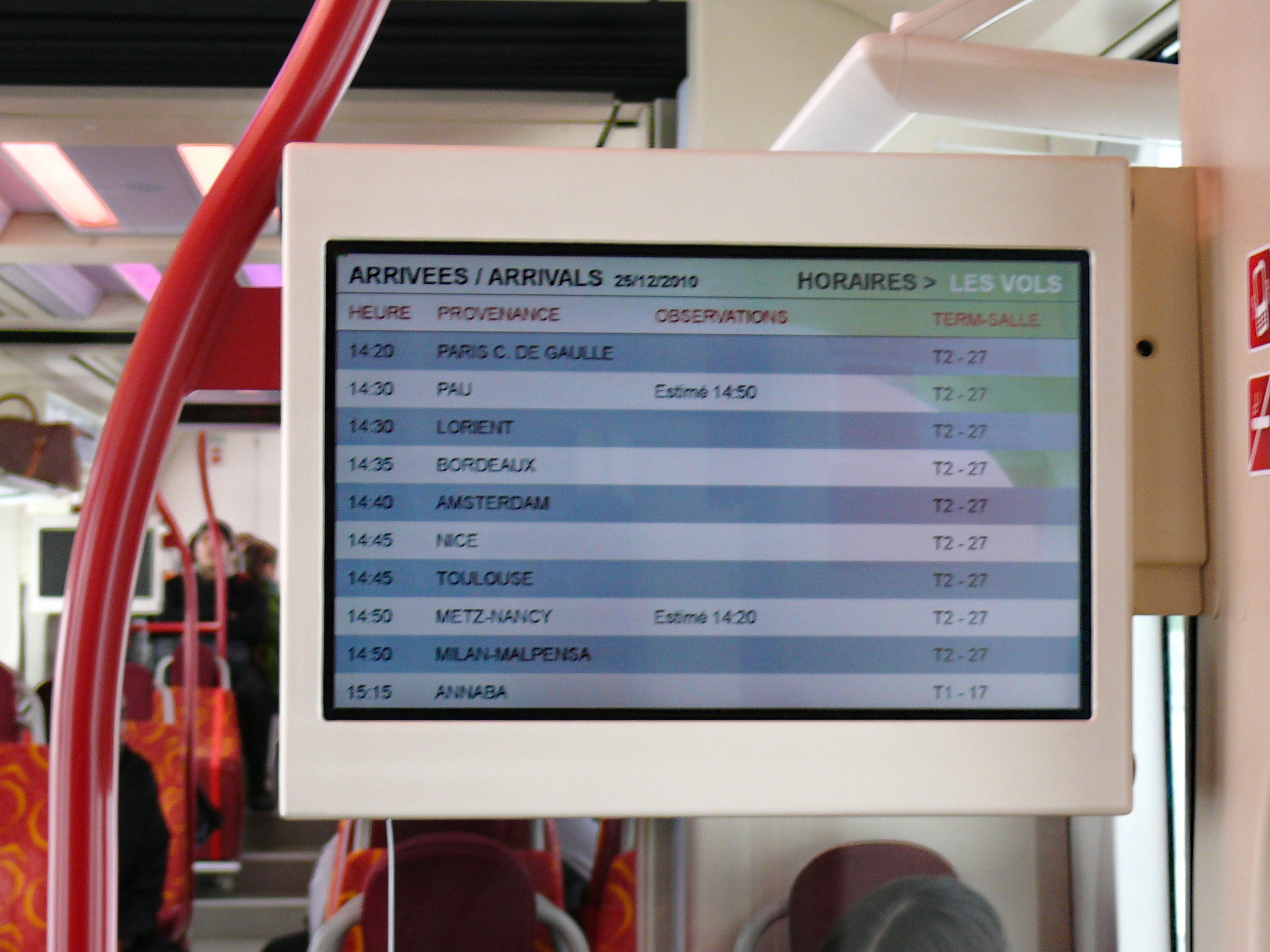
Écran d'affichage dynamique des rames, informant notamment des horaires des avions.

Le service est dévolu à une liaison aéroportuaire : les rames, qui circulent tous les jours de l'année de 4h25 à la gare de Lyon Part-Dieu et 5h de l'aéroport à minuit, avec une fréquence au quart d'heure de 6 à 21 heures, et à la demi-heure au petit matin et en soirée, proposent :
- un affichage dynamique des horaires de départs d'avion et de TGV, en direction de l'aéroport, et des horaires des trains, en direction de la gare centrale de l'agglomération rhodanienne.
- des emplacements à bagages, près des portes d'entrée et au-dessus des sièges.
- une accessibilité aux personnes handicapées (et deux emplacements réservés aux personnes à mobilité réduite) et aux personnes encombrées de bagages : 70 % de la longueur de la rame est à plancher bas. Les parties à plancher haut se trouvent au-dessus des bogies et sont desservies par un escalier de 3 marches.
- des prises électriques et des tablettes, sous les fenêtres.
- la climatisation[11].

Par contre, il n'a pas été possible de proposer l'enregistrement des passagers et des bagages dans la rame, pour des raisons techniques et de sécurité.
Afin d'éviter que les rames soient occupées par des voyageurs non aéroportuaires, il est interdit d'y monter dans les stations intermédiaires, en direction de Lyon, ou d'en descendre avant l'aéroport, dans l'autre sens. De toutes façons, la tarification Rhônexpress est très dissuasive pour la desserte urbaine.

### Ateliers

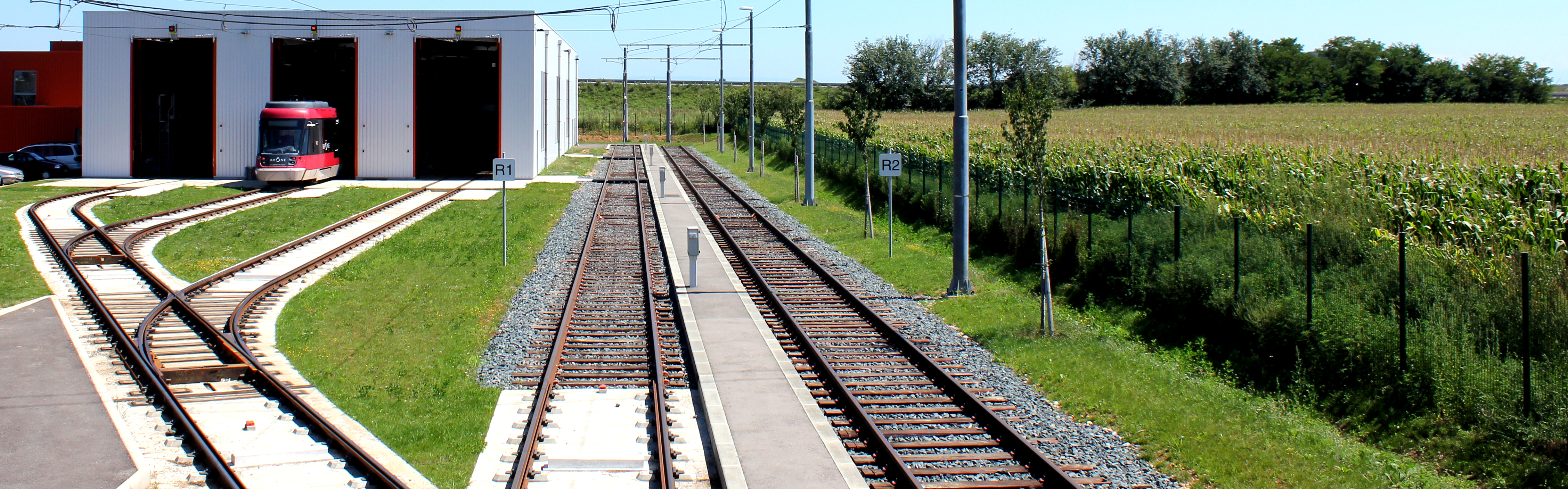
L'atelier de Rhônexpress est implanté légèrement en aval de la station Meyzieu-ZI.
On le voit ici avec son hall de maintenance à trois voies, dont une sur fosse, situé à gauche des deux voies de stationnement en impasse.

Les ateliers de Rhônexpress sont indépendants de ceux de la ligne T3.
Installés à proximité de la station Meyzieu Z.I., terminus de l'exploitation de la ligne T3, les ateliers de Rhônexpress disposent :
- de neuf positions de stationnement de rames sur trois voies
- d'un bâtiment de maintenance composé de 3 parties (hangar, magasin et ateliers d'une surface de 1 186 m2, bureaux d’exploitation d'une surface de 591 m2[5])
- d'une station service (sable…)
- d'une machine à laver

Les rames accèdent au dépôt grâce à un embranchement situé à l'est de la station Meyzieu Z.I., accessible uniquement dans le sens Saint-Exupéry → Meyzieu Z.I..

## Tarification et billetterie
Comme l'offre antérieure de la navette Gares-Aéroport, la tarification de Rhônexpress est indépendante de la tarification TCL.
La tarification des usagers est donc significativement plus onéreuse que l'ancienne navette Gares-Aéroport (8,90 €). Elle est de même plus chère que le taxi dont le coût de la course est de l'ordre de 50 à 70 €, dès lors que le passager voyage avec deux autres personnes adultes. Les abonnements des salariés ouvrent droit au remboursement par l’employeur de 50 % des frais de transport domicile-travail, conformément aux dispositions légales. Globalement, Rhônexpress est plus cher que les liaisons rail-aéroport desservant Bruxelles, Genève, Barcelone, Paris-Orly (Orlyval) ou Paris-CDG (avec le RER B), mais reste moins onéreux que les lignes ferrées de Londres (Gatwick Express, Stansted Express et Heathrow Express, même s'il est possible d'utiliser le métro pour un prix bien moindre), Rome (Leonardo express plus cher, mais il y a le choix du train ou du bus moins onéreux) ou Stockholm (Arlanda Express). Rhônexpress, du fait de l'absence de concurrence (contrat de concession sur trente ans), devrait capter une partie de sa clientèle, de l'ordre de 150 000 clients par an.
Ces recettes, escomptées à 10 millions d'euros la première année pleine (soit « un petit million de passagers payants »), sont destinées à assurer le fonctionnement du service, l'entretien de l'infrastructure, le remboursement des emprunts et la rémunération du concessionnaire, « qui assure seul entièrement le risque de fréquentation, sans subvention ».
L'offre commerciale prévoit le remboursement de 50 % du billet en cas de retard de 11 à 20 minutes, et en totalité pour les retards supérieurs à 20 minutes.
Les titres de transports sont en QR code et vendus par des automates en station, par les agents de bord, par internet et application mobile et dans les agences de voyages.
Jusqu'en 2010, le car coûtait 8,90 € pour un temps de trajet similaire (30 à 45 minutes si forte circulation ou bouchon) pour le centre-ville, voire plus rapide en cas de trajet à Grange Blanche (le Rhônexpress met moins de 20 minutes pour relier la station Vaulx en Velin - La soie).
Le 17 février 2014, la ligne 46 du réseau départemental les cars du Rhône a été mise en place et effectue la liaison entre la station de tramway Meyzieu Z.I., terminus du T3 et arrêt intermédiaire du Rhônexpress, et Genas - La Grande Plaine en passant par l'aéroport Lyon-Saint-Exupéry, ce qui permettait d'accéder à ce dernier pour 2€ seulement, la ligne étant soumise à la tarification départementale classique, cette ligne offrant une alternative plus économique au service Rhônexpress. Le 31 août 2015, cette même ligne devient la ligne 30 du réseau TCL avec application de la tarification habituelle. Ce changement fait suite à l'extension du périmètre de compétences du SYTRAL le 1er janvier 2015 et l'intégration de la communauté de communes de l'Est lyonnais au périmètre de transport urbain de la métropole de Lyon. Cette desserte ne dure que quelques mois car dès le 1er janvier 2016, la desserte TCL de l'aéroport est supprimée, la société Rhônexpress avançant que cette desserte était contraire à son monopole dans le cadre du contrat de concession de la ligne,.

## Concurrence avec les TCL
En avril 2019, la Métropole de Lyon et le Sytral entament des négociations dans le but de modifier le contrat d'exploitation de Rhônexpress. Ces négociations visent trois objectifs : améliorer la desserte de l’Est lyonnais, mettre en place des solutions alternatives concurrentes, mais aussi diminuer les tarifs jugés onéreux pour les usagers. Ces tarifs ont en effet augmenté de 20 %, alors que l'inflation consolidée n'était que de 12 %. Certains responsables politiques du territoire demandent que ces négociations aboutissent à la résiliation du contrat et à l'intégration de cette liaison au sein du Sytral.
En juin 2019, le tribunal administratif de Lyon juge que les cars TCL du Sytral ne font pas concurrence au Rhônexpress. À la suite de ce jugement, la liaison TCL vers l’aéroport est rouverte le 2 septembre 2019.
Dans son rapport d'observation de l'exercice 2011 - 2017 du Sytral, la chambre régionale des comptes d'Auvergne-Rhône-Alpes consacre une partie à la question de la concession Rhônexpress. Selon elle, « l’ensemble des circonstances appelle les parties à discuter d’une adaptation du cadre de l’exploitation ». L'institution qui constate que l’exploitation est nettement positive estime en effet qu'il convient d'étudier « l'hypothèse d'une possibilité juridique de cessation anticipée » et que « un niveau trop élevé de rentabilité peut conduire à la caducité de la concession ».

## Résiliation du contrat
Par délibération du 21 février 2020, le Sytral décide de la résiliation du contrat de concession avec la société Rhônexpress SAS. Les élus du Sytral votent la résiliation du contrat passé avec l'opérateur Vinci pour « motif d'intérêt général ». Les élus estiment que le prix du ticket est trop élevé. À l'issue du préavis, la gestion est reprise par le Sytral, Transdev restant exploitant. Malgré une baisse des tarifs pour les salariés travaillant à l'aéroport et pour les clients ayant un âge compris entre 12 et 25 ans, les billets en plein tarif ont subi deux augmentations en 2024 et en 2025 avec une troisième hausse prévue pour 2026.
Le montant d'indemnisation du concessionnaire Rhônexpress est en cours de négociation, avec un ordre de grandeur compris entre 30 M€ et 40 M€. Il comprend notamment le montant des indemnités de résiliation de la concession estimée à 29 M€ (susceptible de varier, notamment en fonction des résultats réels 2019 et 2020 de la société Rhônexpress) ; la valeur nette comptable des biens de reprise, estimée à 2 M€ ; enfin les démarches que le SYTRAL engage pour gérer la phase de transition, évaluées à 1 M€.